# Héliogabale
Élagabal (empereur)
Pour les articles homonymes, voir Varius (homonymie), Avitus, Bassianus et Élagabal.
Antonin (en latin : Marcus Aurelius Antoninus), nom de règne de Bassien (Sextus Varius Avitus Bassianus), dit Héliogabale ou Élagabal (Heliogabalus ou Elagabalus), probablement né en 204 à Émèse et mort assassiné entre le 11 et 13 mars 222 à Rome, est un empereur romain de la dynastie des Sévères, régnant de 218 à sa mort.
Issu de la dynastie des rois-prêtres d’Émèse, État client de Rome dans la province de Syrie, Héliogabale est grand-prêtre du dieu solaire Élagabal, dont le nom servira d'épithète moqueuse. En 217, son grand-cousin maternel, l'empereur Caracalla, est assassiné en Orient par Macrin, préfet du prétoire. Sa grand-mère Julie Mèse organise une révolte avec le soutien de l'armée et, en faisant passer le garçon pour un fils illégitime de Caracalla, Macrin est vaincu en 218. Héliogabale fait son entrée à Rome en 219.
Julie Mèse tente d’influencer le jeune empereur, qui impose un hénothéisme en l’honneur d’Élagabal. Le Sénat et le peuple romain acceptent mal l’importation de cette divinité étrangère, les coutumes orientales, le favoritisme outrancier et les scandales d’Héliogabale. En 221, après des mariages infructueux, Mèse le pousse prudemment à adopter et faire césar son cousin Sévère Alexandre, qui est plus populaire. Jaloux, Héliogabale tente de le faire assassiner plusieurs fois, mais renonce temporairement en raison de la vigilance de Julie Mamée, mère d’Alexandre, et de la menace des gardes prétoriens. En 222, ils assassinent l’empereur avec sa mère Julie Soémias. Exécrés par tous, leurs corps sont jetés dans le Tibre. Plusieurs des mesures d'Héliogabale sont annulées durant le règne d’Alexandre et le Sénat vote sa damnatio memoriae.
L'historiographie latine lui est hostile : elle décrit un prince cruel et débauché, n’écoutant que ses favoris et sa mère. À partir du XIXe siècle, Héliogabale inspire plusieurs artistes qui perpétuent l’image d'un empereur décadent et cultivant l’androgynie. La critique historique contemporaine a continué d’entretenir cette légende noire héliogabalienne, avant d’avoir les premières études nuançant véritablement l'image du prêtre-empereur dans les années 2000. Il est aussi un sujet d'étude historique sur l'identité de genre étant donné ses moeurs et orientations sexuelles.

## Sources biographiques
La vie d'Héliogabale est connue par deux ouvrages contemporains de langue grecque, l'Histoire romaine de Dion Cassius, membre de l'élite sénatoriale, et l'Histoire des empereurs romains de Marc Aurèle à Gordien III d'Hérodien, affranchi ou fils d'affranchi. Leurs biographies ne sont pas neutres, et Héliogabale est présenté comme un mauvais empereur, Dion lui étant le plus hostile des deux auteurs. Ils sont complétés par la Vita Heliogabali Antonini, « Vie d'Héliogabale Antonin » prétendument écrite au IVe siècle par un dénommé Lampride, contemporain de Constantin le Grand. Cette biographie et celles d'autres empereurs ou usurpateurs, écrites par différents auteurs et à différentes époques, auraient été compilées en un seul ouvrage, l'Histoire Auguste. Cependant, il s’agit de l'œuvre d’un anonyme latin du IVe siècle, basée sur des sources antérieures et pleine d’anecdotes à la véracité contestable.

## Origines

### Parentèle
Lucius Septime Sévère est issu des Septimes, une opulente et notable gens d’origine lepcitaine par son père et italienne par sa mère. Le jeune chevalier progresse rapidement dans le cursus honorum. Commandant en chef de l’armée de Pannonie, il prêtre allégeance à Pertinax (193) après l’assassinat de Commode par ses favoris. Le sénateur Dide Julien prend le pouvoir après l’assassinat de Pertinax par la garde prétorienne, mais il est impopulaire. Pescennius Niger, avec qui Septime Sévère fut consul en 190, lève les légions d’Orient et s'arrête à Antioche-sur-l'Oronte. Dans le même temps, poussé par ses proches, Septime Sévère se proclame empereur et marche droit sur Rome. Après avoir vaincu Dide Julien et offert des obsèques grandioses à Pertinax, il court en Orient pour battre Niger à la bataille d'Issos (194). Septime Sévère sécurise sa position : il réforme la garde prétorienne, se montre généreux avec l’armée, prétend être un Antonin et en se proclame divi Marci filius divi Commodi frater, « fils du divin Marc [Aurèle], frère du divin Commode ».
En 187, pour ses secondes noces, l’empereur épouse la princesse Julie Domne. Issue des Sampsigéramides, une dynastie régnant sur le royaume d’Émèse, qui s’étend sur les bords de l’Oronte, dans la province romaine de Syrie, Domne est la fille aînée du souverain de l'époque, Jules Bassien. Ce dernier a aussi la charge de grand-prêtre présidant au culte bétylique à Élagabal. Domne devient mère de Caracalla en 188 et de Gète en 189. Sa sœur Julie Mèse épouse Caius Julius Avitus Alexianus, sénateur, consul suffect et proconsul d’Asie. Leur fille Julie Soémias épouse le procurateur Sextus Varius Marcellus. Originaire d'Apamée comme elle, né dans la gens Varia, il reçoit le rang de sénateur. Leur fils Bassien naît probablement en 204 à Émèse. En secondes noces, sa tante Julie Mamée épouse le procurateur Marcus Julius Gessius Marcianus. Leur fils Marcus Julius Gessius Bassianus Alexianus, dit Alexien, naît en 208 à Arcé, d'où son père est originaire.

Famille principale d'Héliogabale
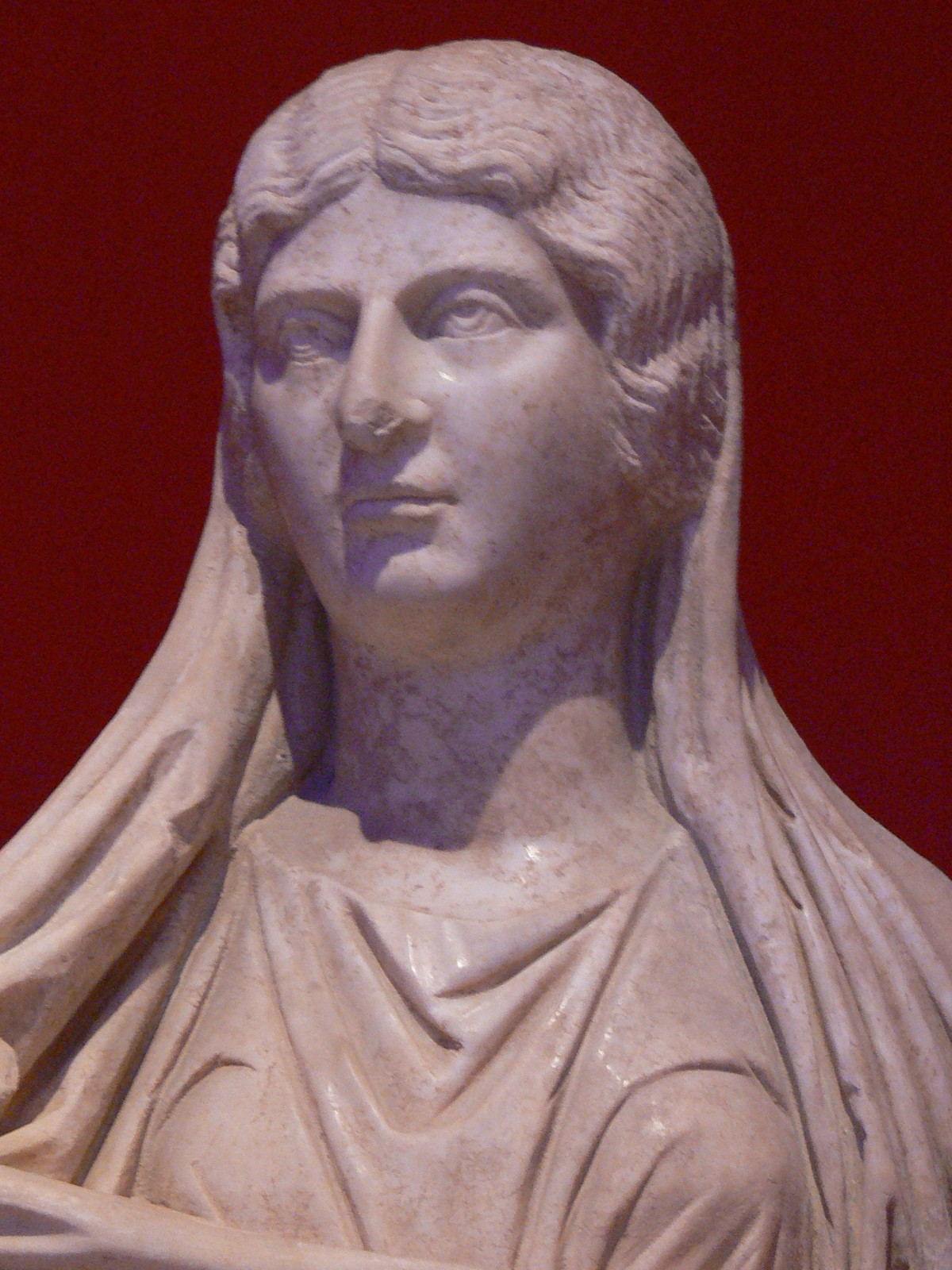
Détail d'une statue de Julie Soémias, mère d'Héliogabale, musée d'Antalya.
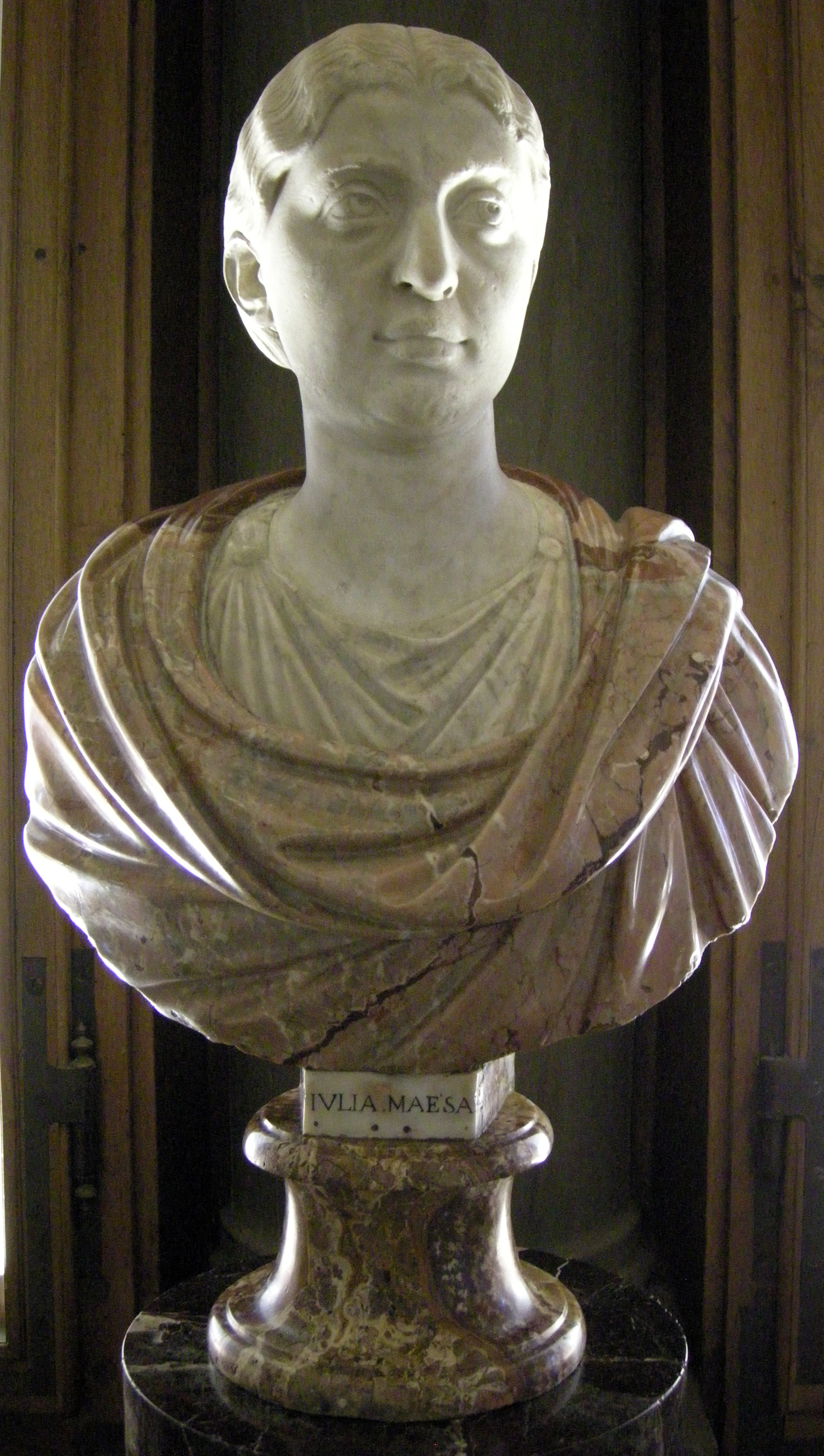
Buste de Julie Mèse, grand-mère d'Héliogabale, galerie des Offices.
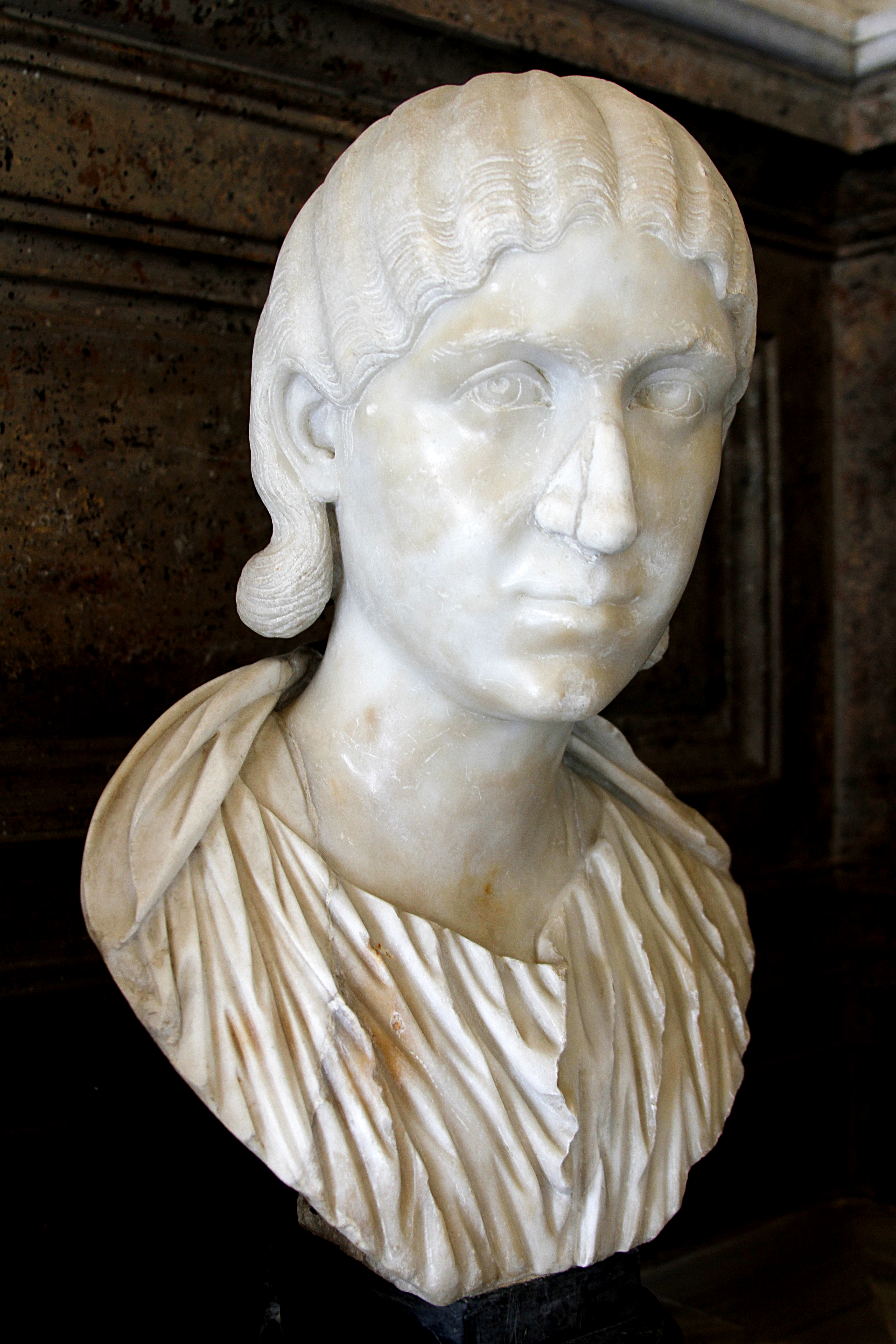
Buste de Julie Mamée, tante d'Héliogabale, musées du Capitole.
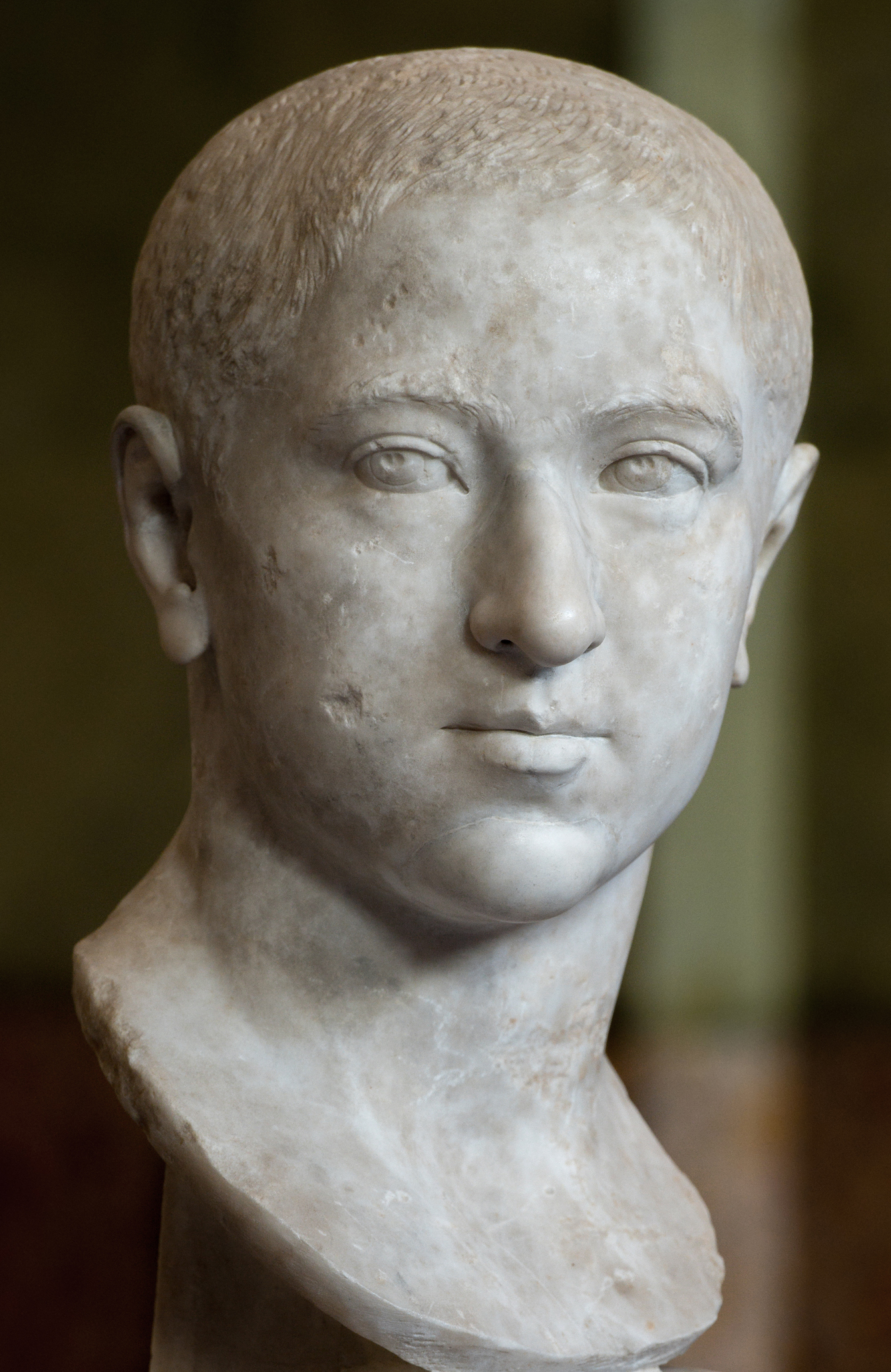
Buste d'Alexien, cousin d'Héliogabale, musée de l'Ermitage.

## Jeunesse et ascension

### Grande prêtrise d'Émèse
Bassien exerce la charge de grand-prêtre d’Élagabal dès 217, suppléé par Alexien dans le culte de la pierre noire d’Émèse. Hérodien le décrit comme richement et magnifiquement « vêtu à la manière des Barbares. […] Lui-même était dans tout l'éclat de l'adolescence, et le plus beau de tous les jeunes gens de son âge. Tout se réunissait en lui, perfection du corps, fleur de la jeunesse, richesse de la parure ». Selon la coutume phénicienne, il s’abstient de manger du porc et a été circoncis,. Varius Marcellus meurt dans les années 210, avant la prise de pouvoir de son fils. Soémias va se consoler dans les bras d'un dénommé Gannys, connu par Dion Cassius, qui devient le père nourricier et tuteur de Bassien. 

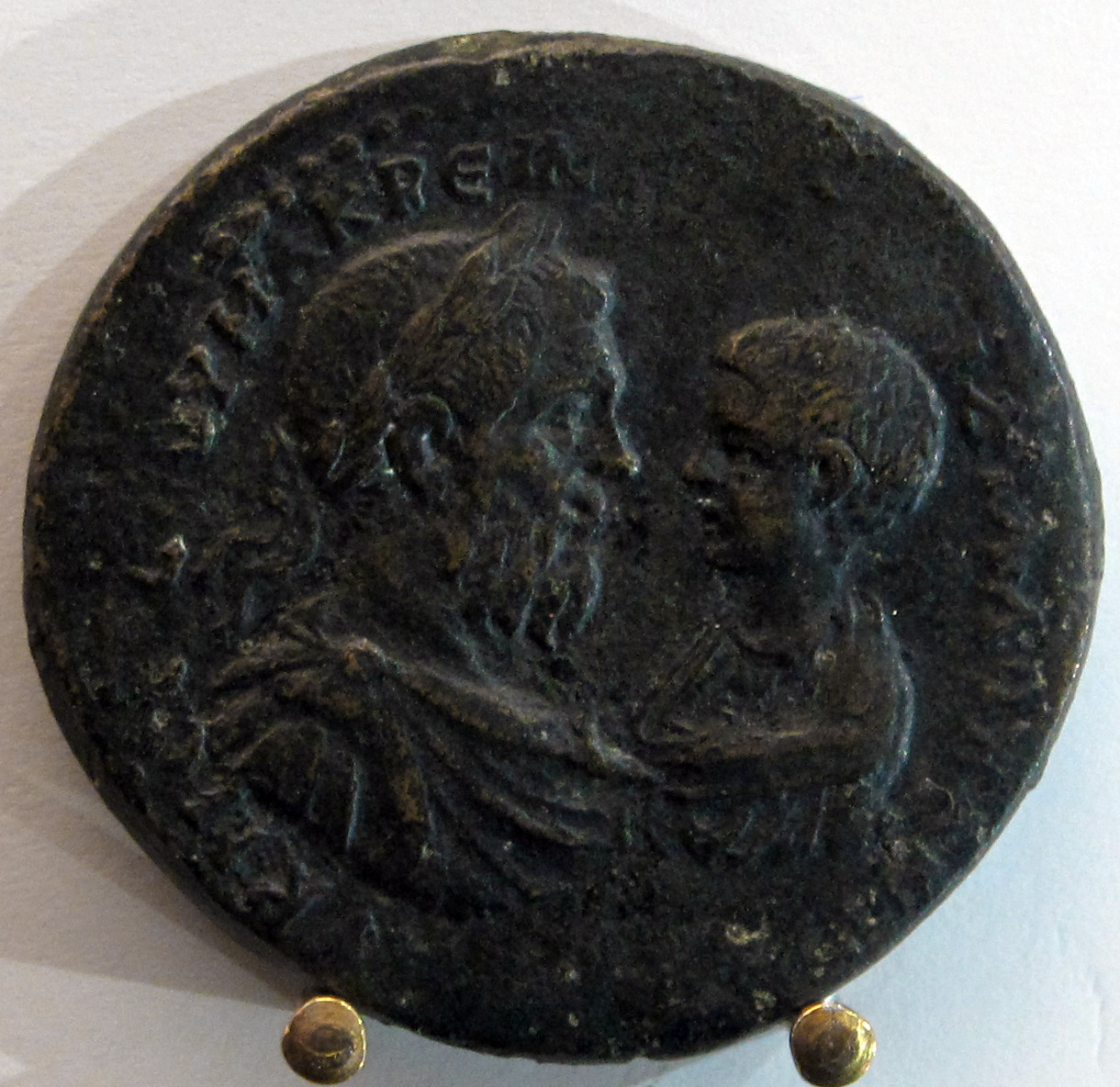
Médaillon de Macrin avec Diaduménien, 218, musée archéologique national, Florence.

Caracalla est proclamé empereur en 211 avec Gète, qu'il fait assassiner l'année d'après. Son règne exaspère, marqué par la cruauté et des ambitions démesurées. Au cours d'une campagne contre les Parthes, l'empereur est assassiné le 8 avril 217 sur les ordres de Macrin, préfet prétorien, qui le fait déifier. Il envoie une lettre à Rome, le Sénat et le peuple romain l'acclament en héros, espérant un règne meilleur. Mèse reçoit l’ordre de Macrin de quitter Rome, où elle avait vécu aux côtés de sa sœur, qui s'était laissée mourir de faim après la mort de Caracalla. Macrin ne vient pas à Rome et reste à Antioche, y menant une vie oisive et dissolue, le discréditant rapidement aux yeux de l'empire. Il nomme des gens de basse extraction à de hautes dignités, les soldats s'indignent de ne pas pouvoir rentrer chez eux.

### Révolte contre Macrin
Voyant l’admiration que provoque son petit-fils sur ceux qui le voient, Mèse forme un parti contre Macrin avec Gannys et plusieurs amis bannis de Rome. Extrêmement riche, elle soudoie des soldats de l’armée de Macrin et diffuse la rumeur selon laquelle Bassien est né à Rome, d’une relation adultérine entre Caracalla et Soémias. Avec l'aide de Gannys, Mèse, ses filles et ses petits-fils vont au camp de la IIIe légion Gallica, qui acclame Bassien imperator sous le nom d'Antonin (Marcus Aurelius Antoninus) le 16 mai 218, reprenant le nom de règne de l’empereur Caracalla. Après avoir appris cela, Macrin envoie une armée suffisante pour détruire les rebelles. Un premier contingent arrive pour assiéger le camp des insurgés ; par appât du gain, haine de Macrin et souvenir de Caracalla, les soldats se rallient à l’adolescent,.
Macrin continue d’envoyer ses armées, mais son attitude déplaît de plus en plus et la défection gagne les soldats. Le 8 juin 218, l'armée de Gannys fait face à celle de Macrin durant la bataille d'Antioche. Macrin se déguise et fuit en voyant progressivement le reste de son armée être défaite. En entendant cela, Antonin fait porter un message invitant les armées à abandonner Macrin, promettant son pardon et l’oubli d’avoir combattu pour lui. Rapidement retrouvé à Chalcédoine (Bithynie) où il se reposait, Macrin est arrêté. Diaduménien, son fils de neuf ans fait césar en mai, est capturé par la IVe légion Scythica, commandée par le sénateur Gellius Maximus, légat et fils de Lucius Gellius Maximus, médecin de Caracalla. Le père et le fils sont décapités ensemble. Rome apprend leurs morts avec douleur, mais l'opinion publique considère Macrin comme seul fautif de sa chute et on s’accommode du choix de l'armée. Antonin envoie une lettre de victoire au Sénat  et la damnatio memoriae de Macrin est votée : sa mémoire est salie, ses images et inscriptions sont détruites.
Dion Cassius liste qu'Antonin se débarrasse de Julianus Nestor, le préfet prétorien, et de Fabius Agrippinus, le gouverneur de Syrie. Il fait exécuter les principaux chevaliers de Macrin en Syrie et à Rome, ainsi que Picas Caerianus, gouverneur d'Arabie, qui avait hésité avant de se rallier à lui. Comazon, général allié d’Héliogabale, demande l’exécution de Claudius Attalus, gouverneur de Chypre : lorsqu’il était gouverneur de la Thrace, Attalus avait relégué Comazon parmi les rameurs pour avoir manqué à son devoir. Par un décret du Sénat, Antonin fait exécuter les consuls Marcus Silius Messala et Pomponius Bassus, au motif d’avoir désapprouvé ses actions.

## Affirmation d'une légitimité

### Voyage vers Rome
Le jeune homme est « tout à fait dépourvu d'expérience et d'instruction », Julie Mèse et ses amis règlent les dernières affaires en Orient pour pouvoir rapidement gagner Rome. Héliogabale doit cependant hiverner à Nicomédie. Malgré les prières de Mèse, il refuse de changer de comportement et, au lieu de porter les vêtements grecs ou romains, préfère les somptueux habits syriens. Il continue de rendre culte à Élagabal dans des cérémonies orgiaques, dansantes et musicales, et s’entoure d’hommes soutenant sa conduite. De son vivant, Héliogabale fait exécuter des personnes désapprouvant ou raillant sa manière de vivre. Héliogabale aurait soi-disant projeté d'épouser et de nommer césar Gannys, mais comme ce dernier appelle le prince à « observer la tempérance et la sagesse », Dion Cassius raconte qu'il est exécuté sur ses ordres, Héliogabale portant un coup le premier pour inciter ses soldats hésitants. Pierre Forni suggère que ce meurtre marque « symboliquement le passage de Varius de l'enfance à l'âge adulte ».
Dans sa lettre au Sénat, Héliogabale prend les titres de Pius, Felix et Augustus (« pieux », « heureux » et « auguste ») de sa propre initiative, alors qu'il revient à l'institution de les lui proposer. Il se peut que son dies imperii (c'est-à-dire le jour anniversaire de son entrée en fonction) est le 14 juillet, date à laquelle il devient membre des collèges sacerdotaux des frères Arvales et des sodales Antoniniani. Il devient consul pour le reste de l'année à sa prise de pouvoir, et permet à Marcus Oclatinius Adventus de rester à ce poste.

### Lutte contre les usurpateurs
Dion Cassius écrit que plusieurs prétendants à la pourpre impériale font concurrence à Héliogabale. En 219, l'usurpateur est Verus, commandant de la IIIe légion Gallica, qui dit mériter le trône pour ses exploits militaires. Modeste centurion ambitieux, il avait réussi à devenir sénateur. Pour cette révolte depuis Tyr, il est exécuté ; la légion est dissoute et son nom effacé de nombreuses inscriptions. Pour punir Tyr, Héliogabale retire le droit italique et le statut de metropolis à la ville. La même année, Gellius Maximus se révolte et Héliogabale le fait exécuter. Le centurion Claudius Ælius Pollio reçut le consulat et une nomination comme gouverneur de Germanie supérieure, car il avait reconnu et capturé Diaduménien. Gellius Maximus fut ignoré et resta sous son commandement à Zeugma, ce qui put inspirer sa révolte, mais il est arrêté par la XVIe légion Flavia Firma. D'autres militaires sont exécutés, comme Triccianus, en tentant de s'imposer par la force armée, ou, comme Castinus, parce qu'ils peuvent faire valoir leurs droits au trône en raison de liens réels ou prétendus avec la famille impériale.
Dion dit encore que Seius Carus, petit-fils d'un dénommé Fuscianus, qui avait été préfet de Rome, fut mis à mort par Héliogabale sous prétexte qu'il avait provoqué une mutinerie parmi les soldats cantonnés aux monts Albains. En réalité, selon Dion, il s'agit d'un faux prétexte parce qu'il est riche, socialement important et très intelligent. Seius Carus est traduit en justice au palais et exécuté, avec l'empereur comme seul accusateur.
Seleucus, Uranius, Sallustius et Taurinus sont mentionnés comme « tyrans » par Polemius Silvius au Ve siècle. Rien n'est connu d'eux, mais Seleucus pourrait être Julius Antonius Seleucus, gouverneur de Mésie, ou Marcus Flavius Vitellius Seleucus, consul en 221. Zosime, contemporain de Polemius Silvius, écrit qu'Uranius et Taurinus se sont révoltés sous Sévère Alexandre, cousin et successeur d'Héliogabale. Les seules preuves numismatiques indiquent un Uranius Antoninus comme usurpateur à Émèse en 253-254, soit au début du règne de Valérien.

### Le fils de Caracalla
Selon Hérodien, les gens envoyés par Macrin contre Héliogabale croient qu'il est le fils de Caracalla, « et parce qu'ils le voulaient voir comme tel ». Cette légitimation d'Héliogabale se remarque non seulement par le même nom de règne, mais aussi l'ajout dans sa titulature de la mention d'être le divi Magni Antonini Pii filius, divi Severi Pii nepos, « fils du divin et grand Antonin le Pieux [Caracalla], petit-fils du divin Sévère le Pieux », tel qu'il l'écrit dans sa lettre au Sénat après la victoire sur Macrin. Le nom Antoninus Pius rappelle les « bons empereurs » Antonin le Pieux (r. 138-161) et Marc Aurèle (r. 161-180), le légitimisant comme descendant des Antonins. Le nom d'Antonin était devenu un titre impérial, également porté par Caracalla et Héliogabale,.
L'art officiel a le souci d'une « légitimation dynastique du faciès » d'Héliogabale, qui ressemble beaucoup à Caracalla. On doit à Klaus Fittschen et Paul Zanker une identification convaincante des bustes d'Héliogabale dit de « type 1 », dont quatre exemplaires sont connus. En 218, Héliogabale est représenté jeune, le visage symétrique et radieux, portant la coupe courte des militaires. La chevelure est réalisée a penna, par de légères scarifications de la surface de la pierre. Les premières représentations sculptées ou numismatiques sont probablement destinées à l'armée, Héliogabale lui devant son trône.
Après la vague de révoltes et d'usurpateurs, l'empereur est désormais reconnu par toutes les légions et Héliogabale se détache de l'armée. Un buste dit de « type 2 », dont il existe deux exemples, est très différent du premier : Héliogabale est un jeune homme les cheveux plus longs, au regard ennuyé, le visage rond, de longues rouflaquettes et à la moustache fine. Le buste de « type 2 » est probablement beaucoup plus proche de l'apparence réelle d'Héliogabale, probablement destiné à l'élite et au peuple de Rome. Pour  K. Fittschen et P. Zanker , la coupe de cheveux pourrait souligner l'origine syrienne de l'empereur et son culte à Élagabal, mais peut-être plus plausiblement être une référence au divin Auguste (r. 27 av. J.-C.-14 apr. J.-C.). Cette coupe de cheveux est reconnaissable sur les pièces de monnaie à partir de 220, mais le buste de « type 2 » peut-être de 219, à l'occasion de l'arrivée de l'empereur à Rome ou de son mariage avec Julia Cornelia Paula. K. Fittschen et P. Zanker suggèrent que le « type 2 » a d'abord été émis en 219 ou 220 puis de nouveau en 221, à l'occasion du mariage avec la vestale Julia Aquilia Severa. Mais Héliogabale est encore montré imberbe à ce moment, il semble plus plausible que cela soit à l'occasion de son mariage avec Annia Aurelia Faustina. Contrairement aux bustes conservés à partir de 221, les portraits numismatiques de l'empereur le montrent entièrement barbu.

Évolution des représentations d'Héliogabale
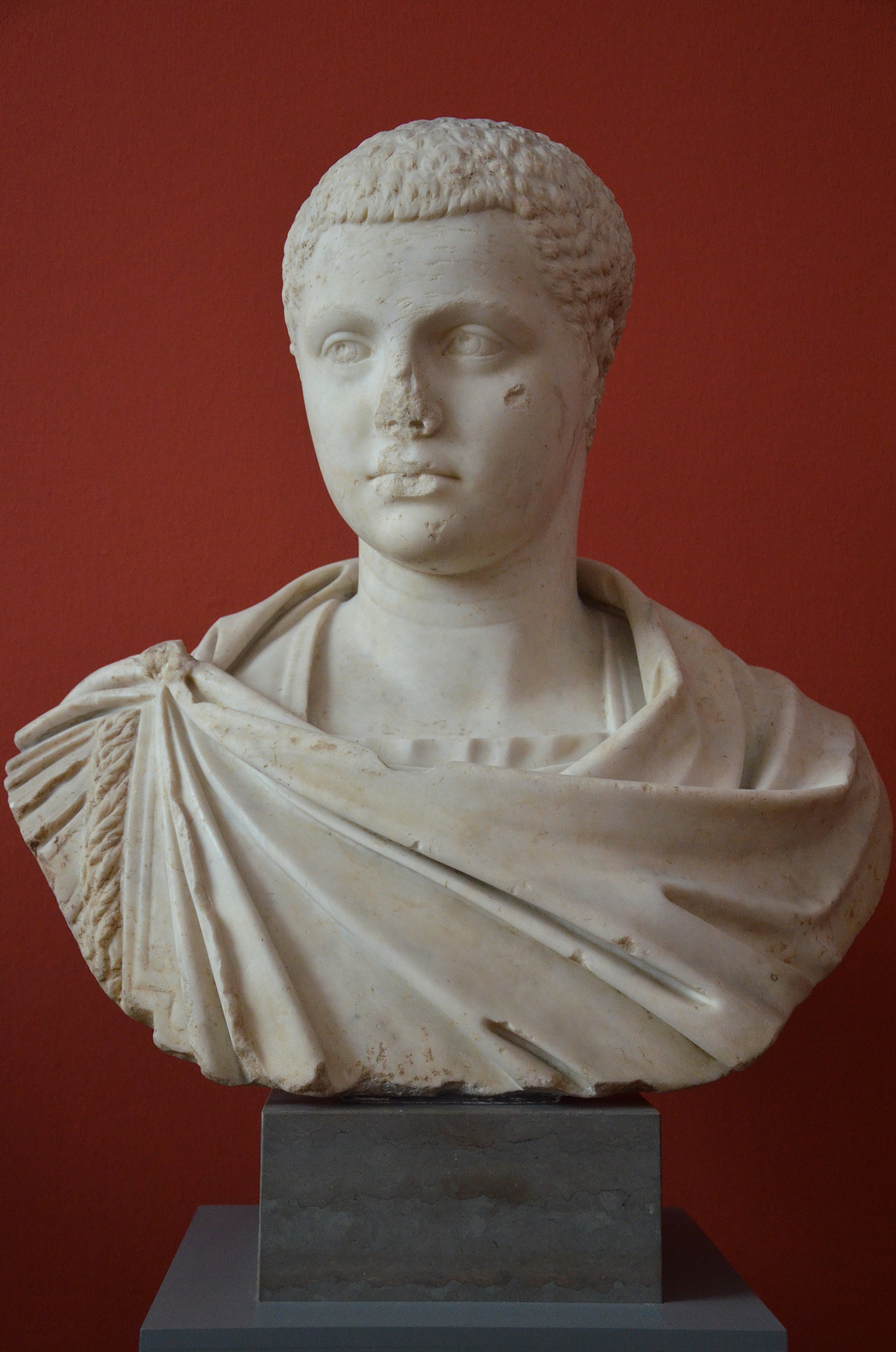
Buste de « type 1 », 218-220, glyptothèque Ny Carlsberg.
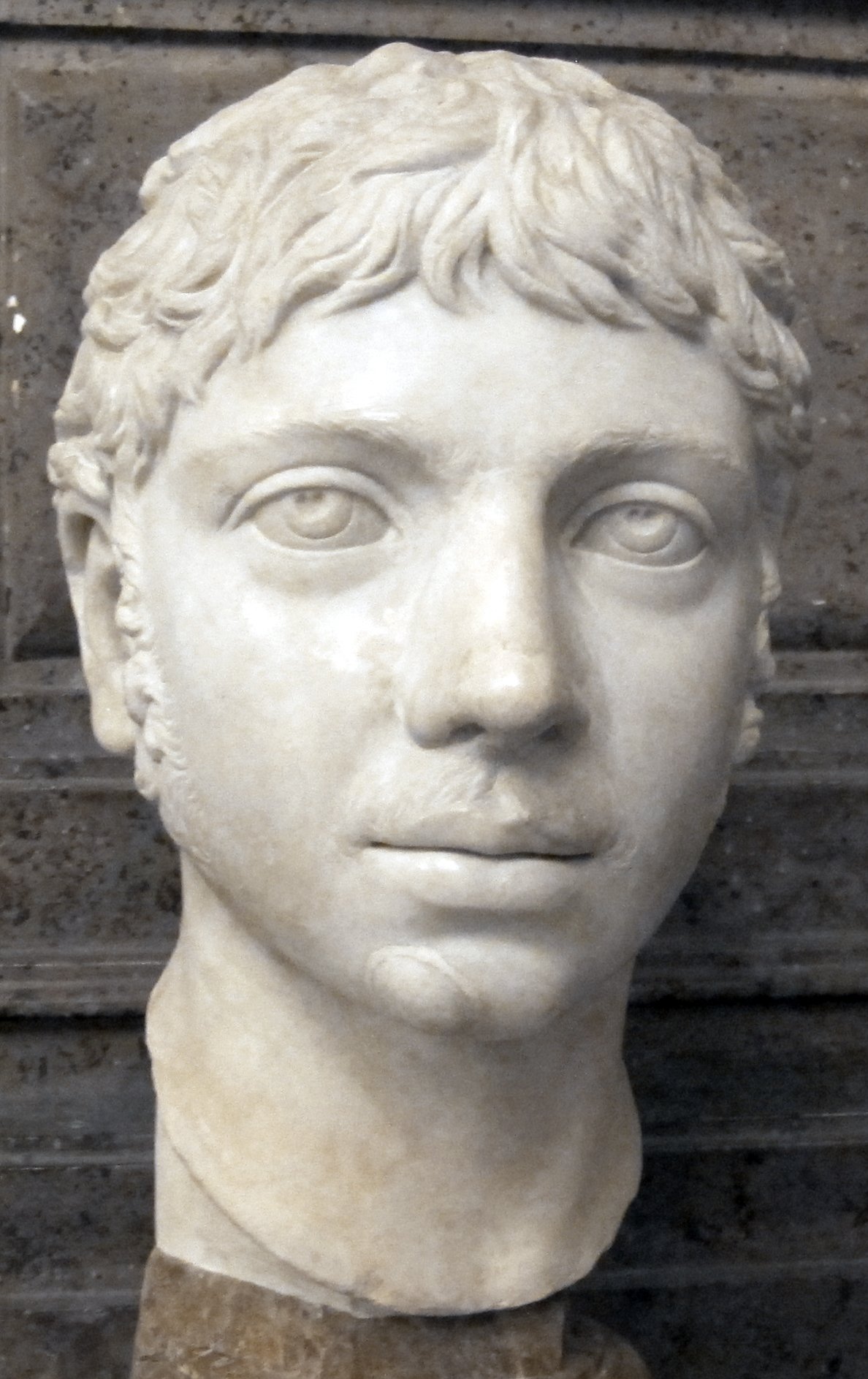
Buste de « type 2 », 221-222, musées du Capitole.
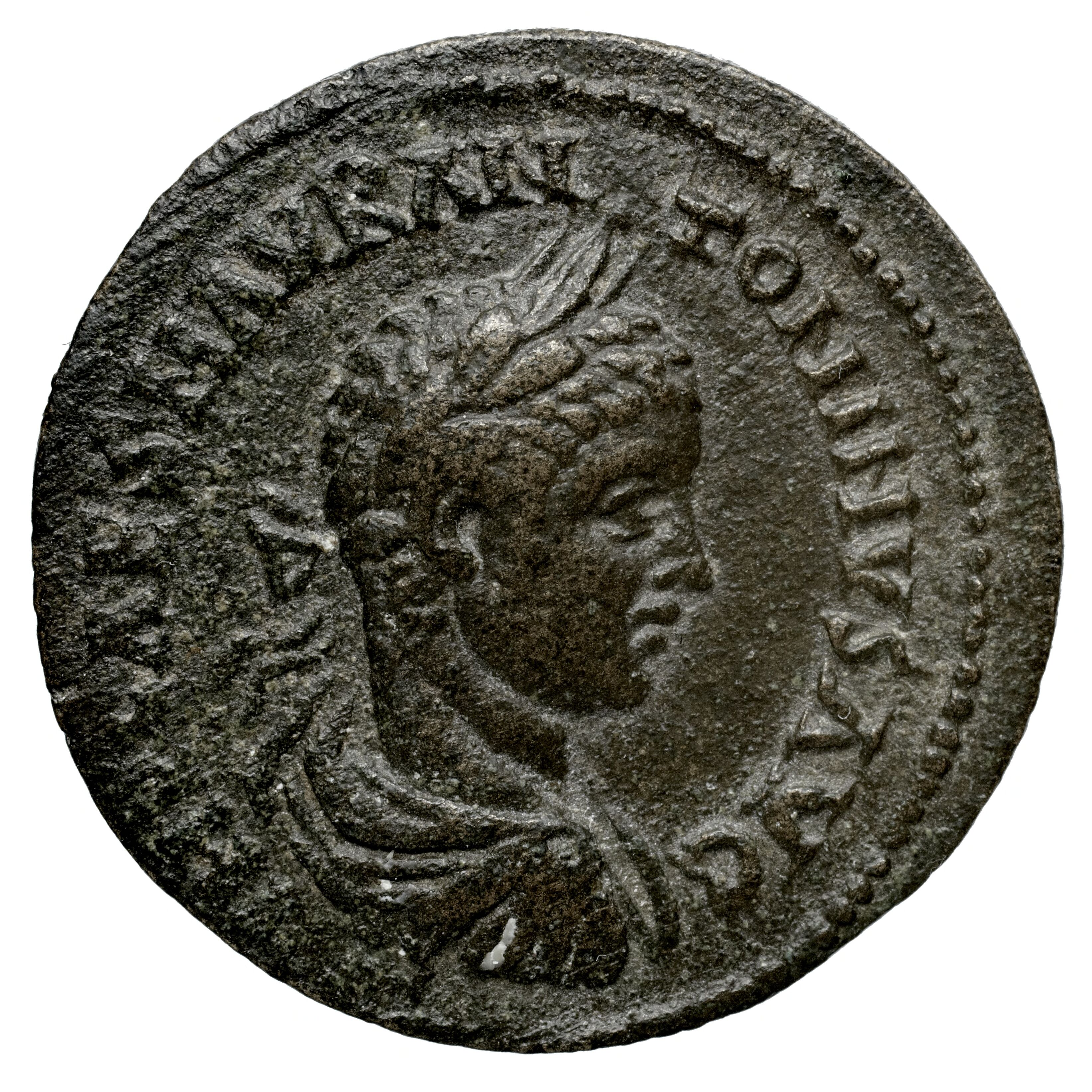
Pièce de « type 1 », 218-219, BnF, Paris.
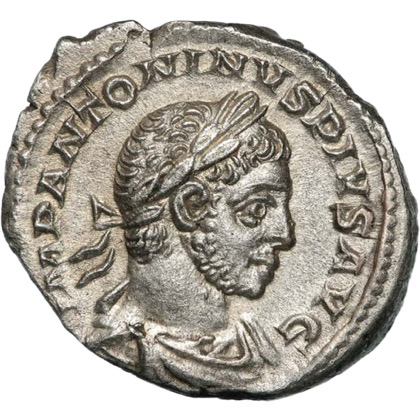
Pièce de « type 2 », 220-222, localisation inconnue.

### Le choix des dieux et de l'armée
Sous son règne, Septime Sévère met en valeur la domus divina, une « maison divine » destinée à gouverner l'empire. Comme lui et Caracalla, Héliogabale accorde une large place à sa famille dans l'iconographie impériale, plus encore après avoir adopté son cousin Alexandre (221). Héliogabale renforce sa position et celle de sa mère, sa grand-mère, ses épouses, son cousin et leurs aïeux en créant l'impression que les divinités avaient confiés l'empire aux Sévères. Appartenant à une famille de l'ordre sénatorial, Héliogabale frappe des deniers avec la légende nobilitas et se montre comme un candidat plus crédible que Macrin, issu de l'ordre équestre. Ses brefs mariages avec Julia Cornelia Paula (219-220), dame de la plus haute noblesse romaine, et Annia Aurelia Faustina (quelques mois en 221), une Antonine, montrent ses tentatives de s'intégrer et de se rattacher à l'aristocratie romaine. La divinisation de Caracalla et de Julie Domne permet au jeune empereur de poursuivre sa légitimation au sein des Sévères, il émettra des pièces de consecratio après cet événement. Le pseudo-Lampride affirme que Soémias avait le droit de siéger au Sénat et a créé un « sénat de femmes » sur le Quirinal. Il s'agit d'exagérations, mais Julie Mèse et sa fille portent le titre honorifique d'augusta sur des pièces de monnaie, donnant le sentiment qu'elles sont véritablement à la tête de l'empire. Souvent mentionnées sur les inscriptions, Julie Mèse est appelée : Augusta, mater castrorum et senatus, « augusta, mère de l'armée et du sénat », et : avia Augusti, « grand-mère de l'auguste », quand Julie Soémias est : Augusta, mater Augusti, « augusta, mère de l'auguste », et une fois même : mater castrorum et senatus et totius domus divinae, « mère de l'armée et du sénat et de toute la maison divine ».
L'empereur attire aussi l'attention sur ses propres vertus et réalisations, afin de montrer à ses sujets qu'il est un bon dirigeant. Héliogabale est dépendant de l'armée dans les premières années de son règne : en 218-219, il fait frapper plusieurs pièces d'argent à motifs militaires, avec lesquelles les soldats sont généralement payés. Les messages expriment la loyauté (souhaitée) de l'armée envers Héliogabale, ainsi que l'unité entre les légions. Martijn Icks trouve quelles « semblent presque avoir un caractère de supplication, essayant d'empêcher la trahison et la discorde au sein de l'armée. » D'autres ont un message plus triomphant, renforçant le propre prestige militaire de l'empereur et celui de ses troupes, soutiens de l'héritier légitime au trône et vainqueresses d'un usurpateur. En changeant de buste à partir de 221, Héliogabale se donne moins l'allure d'un militaire. S'il n'apprécie pas la guerre, l'empereur n'abandonne jamais le titre militaire imperator durant son règne. Il rompt ainsi avec la tradition établie par Hadrien en 124, selon laquelle les empereurs abandonnent le titre après la première année de principat. Ses troupes l'acclament au moins quatre fois imperator durant son règne ; mais à part sa victoire sur Macrin, aucune autre ne lui est connue. Il est possible que ces acclamations ont des raisons fiscale : une salutation permettaient à l'empereur de percevoir l'or coronaire (aurum coronariam), don fait par les cités aux généraux romains vainqueurs.

## Politique religieuse

### Le prêtre-empereur

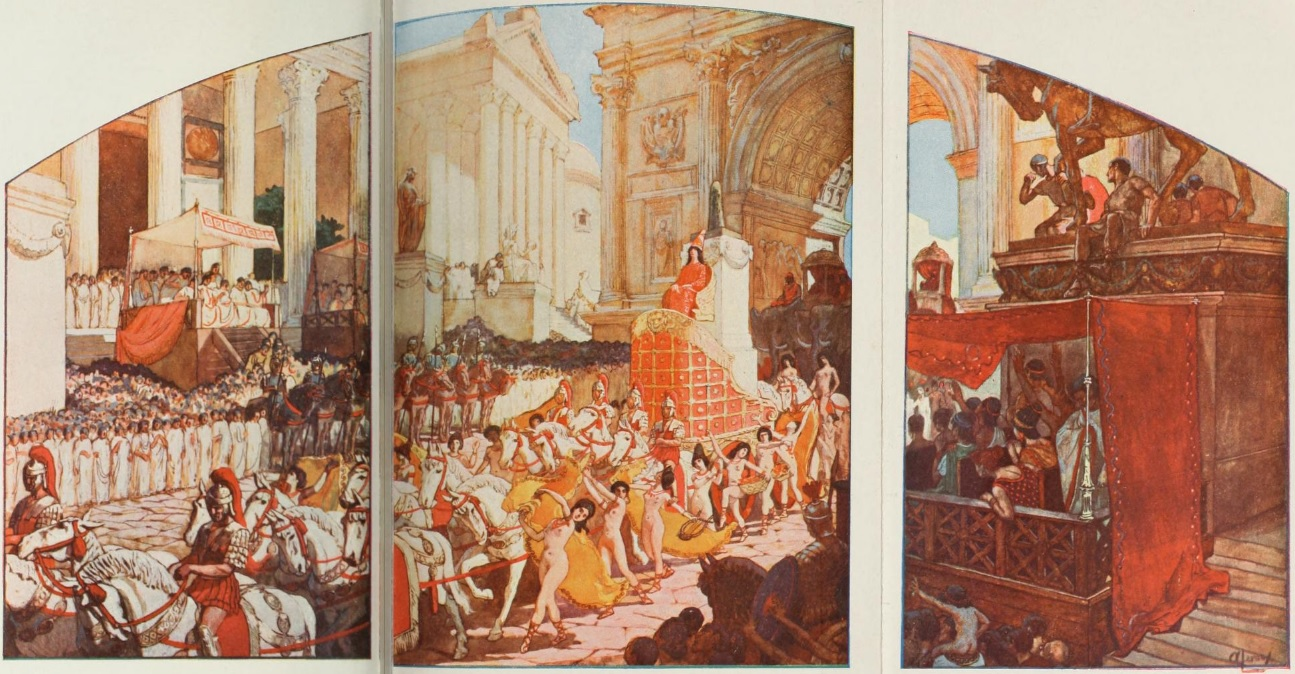
Héliogabale conduit un char avec la pierre noire sur un autel. Illustration d'A. Leroux, 1902.

Très rapidement, l'empereur impose un hénothéisme en l’honneur d’Élagabal. Avant d’arriver à Rome, Héliogabale se fit portraiturer en pied dans le costume sacerdotal syrien. Il ordonne que le tableau soit placé au Sénat, afin que les sénateurs brûlent de l'encens et fassent des libations de vin en son honneur. Il ordonne que les magistrats et les sacrificateurs publics invoquent Élagabal avant toutes les autres divinités lors d'un sacrifice. L’empereur fait transporter le Palladium (statue de Minerve Pallas) de son temple jusqu’à la chambre à coucher impériale, afin de la marier à Élagabal. Mais affirmant que l’aspect guerrier de la déesse déplaît au dieu, Héliogabale change rapidement pour faire venir une statue d’Uranie depuis Carthage, disant que l’union de la Lune avec le Soleil était préférable. Il marie les divinités durant une cérémonie grandiose, réclame tout l’or du temple d’Uranie comme sa dot, et ordonne que toute l’Italie participe aux réjouissances. Dion se moque qu’Héliogabale marie son dieu avec une déesse, alors que lui-même a une vie de débauche. En raison de l’introduction d'Élagabal à Rome, des honneurs importants rendus à cette divinité étrangère, de la prétention que le jeune homme avait de le considérer supérieur à Jupiter, de ses vêtements et coutumes orientaux, la population surnomme Héliogabale « l'Assyrien ».
Hérodien décrit que les rites d'Émèse en l'honneur d'Héliogabale constituent en des sacrifices sur un autel, autour duquel le grand-prêtre danse aux sons d'instruments. Dion et le pseudo-Lampride peignent Héliogabale en un superstitieux entouré de magiciens et portant une quantité d'amulettes. Le pseudo-Lampride prétend qu'Héliogabale avait réuni « la statue de Junon, et le feu de Vesta, et le Palladium, et les boucliers anciles, enfin tous les objets de la vénération des Romains » dans le temple d'Élagabal, mais il n'y a aucune preuve de cela. Ils noircissent encore plus Héliogabale en affirmant qu'il réalise des sacrifices secrets et magiques, durant lesquels il immole des enfants.

### Élagabal, maître des dieux
Plusieurs pièces émises durant le règne d'Héliogabale montrent les divinités Jupiter, Mars et Vénus. Il s'agit toutefois d'une minorité : sur les 96 pièces religieuses connues en 2006, seulement seize les représentent. La plupart en l'honneur de Mars le célèbrent comme Mars Victor, « Mars victorieux », soulignant l'aspect guerrier du dieu. Ces pièces sont émises à Rome, probablement en 219 pour célébrer la victoire sur Macrin. Sa présence dans les monnaies d'Héliogabale semble refléter l’importance croissante de l’armée, et vise à établir une relation forte avec elle, même en temps de paix. Deux pièces représentent Vénus. Une pièce romaine porte Venus Caelestis au revers, faisant probablement référence à Julia Aquilia Severa, seconde épouse d'Héliogabale. L'autre pièce, Venus Victrix, pourrait faire référence à la victoire sur Macrin. Sur les cinq pièces en l'honneur de Jupiter, une porte la légende Iovi Victori, une autre représente Jupiter et la Victoire. Celle-ci date de 220, année durant laquelle Héliogabale ajoute le titre de grand-prêtre d'Élagabal à sa titulature impériale. Trois dernières, sans date, le représentent comme Iovi Conservatori, protecteur d'Héliogabale. Elles datent probablement de 219-220, car Héliogabale se présente comme le grand-prêtre d'Élagabal : durant la période 220-222, ce sont le dieu Sol et Élagabal, représenté par le bétyle d'Émèse, qui ont le titre de conservatori aug[usti]. Les empereurs se représentent en pontifex maximus sacrifiant aux divinités sur des pièces de piété (pietas), vingt-sept pièces représentant Héliogabale dans ce rôle sont connues. Les premières pièces le montrant en train de sacrifier datent de 219 et 220, mais elles augmentent au temps où Héliogabale s'affirme comme prêtre : dix-sept pièces sont attestées pour 221 et six pour 222. L'empereur est représenté comme portant des vêtements orientaux, probablement pour montrer sa piété à Élagabal et non au panthéon traditionnel, mais cela est ambigu. Trois pièces portent l'inscription Providentia deorum, désignant ledit panthéon, mais une pièce montre l'empereur avec l’extrémité supérieure d’un pénis de taureau fixée sur le front, rendant son sacrifice au dieu syrien évident.
La représentation de Sol dans les pièces et les médailles émerge sous Commode (r. 180-192). Il devient important sous Septime Sévère, qui fait d'Émèse une ville de premier plan en Syrie-Phénicie, probablement car il y avait un important culte solaire. La maison impériale favorise un collège de prêtres du dieu Soleil (en latin : sacerdotes Dei Solis), dont la présence est attesté à Rome. Sous Caracalla, il est mit au même statut de que les Olympiens et a les titres de comes,  augustus, invictus, oriens et propugnator. Sous Héliogabale, dix-sept pièces consacrées à Sol sont connues. Leur nombre augmente dans le temps, au fur à et mesure qu'Héliogabale met en avant son statut de prêtre-empereur et vraisemblablement pour préparer l'opinion publique à Élagabal, qui devient le chef du panthéon romain. Toutes ces pièces mettent en avant le statut d’Héliogabale en tant que grand prêtre, et montrent aussi qu'il n'a jamais vraiment abandonné la représentation des divinités traditionnelles. Leur existence et la prétendue collection d’objets de culte romains dans le temple d'Élagabal témoignent de son hénothéisme, contredisant la thèse selon laquelle il fut monothéiste, ce qui aurait amené Héliogabale à rejeter toute marque de polythéisme. En 1989, H. R. Baldus date les pièces avec la légende Sancto Deo Soli Elagabal, émises à Antioche en 218-219, sur la route d'Héliogabale vers Rome. Les pièces similaires émises à Rome ne sont pas datées. Sur les pièces en général, Héliogabale semble toutefois plus attaché à se présenter aux Romains comme prêtre-empereur qu'à diffuser le culte à Élagabal, qui reste important. Le métal précieux sur lequel cinq pièces (quatre aurei et un médaillon en or) ont été frappées reflète probablement la valeur que l'empereur accordait à Élagabal.

Évolution des pièces d'Héliogabale
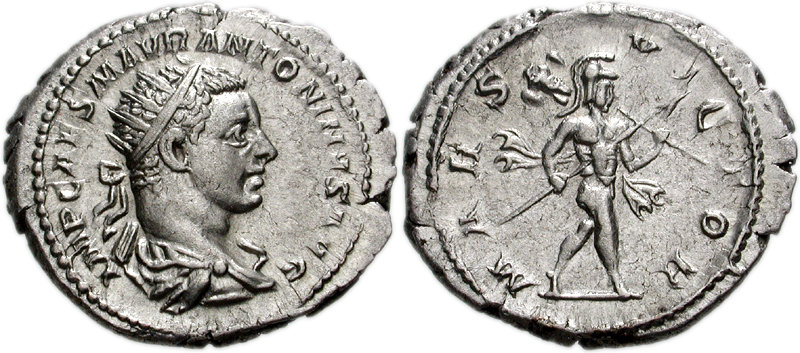
Antoninien d'Héliogabale couronné, une représentation de Mars (MARS•VICTOR) au verso, 219, RIC.
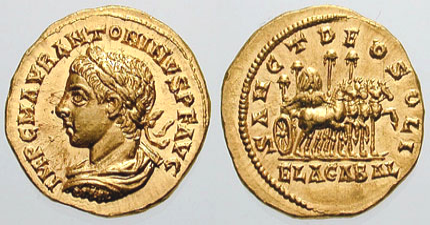
Aureus d'Héliogabale lauré, un quadrige portant la pierre d'Émèse au verso, vers 220, collection privée.
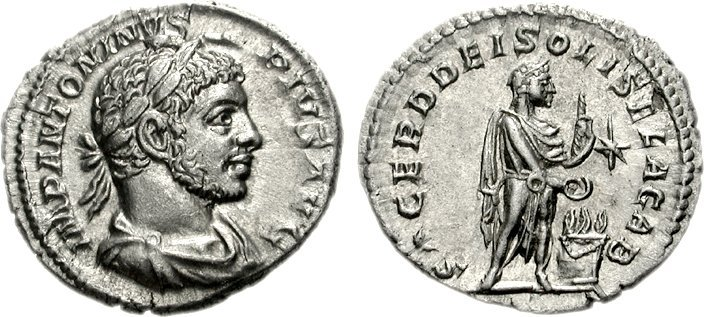
Denier d'Héliogabale lauré et barbu, prêtre du dieu solaire Élagabal au verso, 221-222, collection privée.

## Politique urbaine
Durant son règne, Héliogabale lance des opérations d'urbanisme à Rome. Un temple pour Élagabal (en latin : Elagabalium) est construit sur le mont Palatin ; la pierre noire y est installée à la fin du chantier, en 220 ou 221. Héliogabale y réalise de grands sacrifices quotidiens selon les rites orientaux, durant lesquels participent de grands chefs d’armées et de hauts dignitaires, sous l’œil des sénateurs et des chevaliers romains, sachant se montrer généreux avec qui prenait part au culte. Hérodien raconte qu'Héliogabale scandalise pour « farder son visage avec autant de soin qu'une courtisane, se décorer comme une femme de colliers d'or et de robes somptueuses, et danser en présence de tout le peuple ». Une statue d'Isis est placée au faîte du temple, la face tournée vers l'intérieur. Outre la construction de l'Elagabalium, l'empereur construit un second temple à Élagabal dans les jardins du faubourg de Spes Vetus, la déesse de l'Espérance. Au plus fort de l’été, Héliogabale conduit l'idole au temple lors de fastueuses processions et organise de grands jeux où il est au premier plan. Il croit faire le bonheur du peuple en multipliant les plaisirs et en distribuant de l’argent, des habits et des viandes, causant parfois des heurts mortels,.
Héliogabale suit également l'avancement de l'important chantier du Colisée, détruit par un incendie en août 217, durant les Volcanalia, fêtes en l'honneur du dieu Vulcain. Comme cela avait endommagé les thermes de Titus, le pseudo-Lampride dit qu'Héliogabale ouvre les bains privés de Plautien au public, prétendument pour y trouver des amants. Afin de satisfaire la plèbe, il fait construire un immense portique autour des thermes de Caracalla. Au Sessorium, complexe palatial débuté sous Septime Sévère, l'empereur lance la construction d'un hippodrome auquel il donne son nom, le cirque de Varius (en latin : circus Varianus), dont les dimensions étaient proches de celle du cirque Maxime. Excentré, Héliogabale peut s'y entraîner discrètement et donner des spectacles privés. L'obélisque d’Antinoüs, taillé à la demande de l'empereur Hadrien (r. 117-138), est déplacé d'Antinoupolis pour orner la spina du cirque.

Réalisations architecturales d'Héliogabale
Plan figuratif de l'Elagabalium. En bas à gauche, celui de l'église Saint-Sébastien du Palatin.
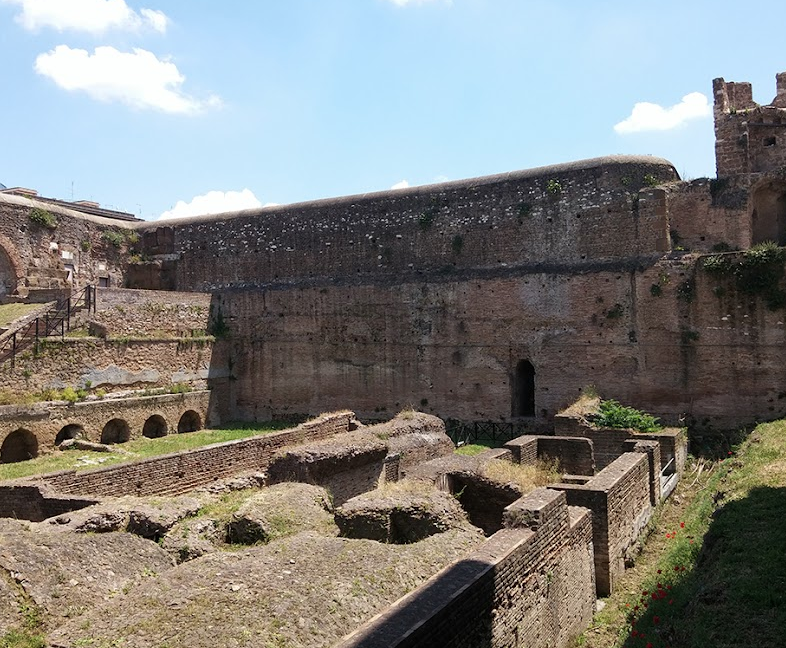
Les ruines du cirque de Varius, mars 2023.

## Fin de règne etdamnatio memoriae

### Succession
Héliogabale épouse Julia Cornelia Paula en 219, mais il la répudie à la fin de l'année suivante pour la grande-vestale Julia Aquilia Severa. Cela provoque un grand scandale étant donné que c'est une vierge consacrée. Consciente que le comportement de son petit-fils lui nuit, Mèse estime qu’il faut sécuriser la succession par l’adoption d’Alexien et sa proclamation comme césar. D’après Hérodien, elle réussit à persuader Héliogabale en lui disant qu’il devait se consacrer entièrement au sacerdoce, aux plaisirs que cela lui conférait et non à la direction d’un empire qui n’était pas sa patrie. Mèse et ses filles affirment que les deux cousins sont en vérité demi-frères, fils illégitimes de Caracalla. En 220, Héliogabale commande aux sénateurs de décréter qu’Alexien, douze ans, est son fils. Ce dernier change son nom de naissance pour celui de Marc Aurèle Alexandre et est nommé consul avec l’empereur,. En 221, Héliogabale épouse Annia Aurelia Faustina, appartenant à la dynastie des empereurs antonins, mais il se remarie avec Julia Aquilia Severa quelques mois plus tard.
Après cette adoption, Alexandre est toujours présenté comme fils d'Héliogabale dans les inscriptions impériales. D'après deux diplômes militaires et plusieurs édits du Code Justinien, Alexandre ne partage pas la puissance tribunitienne ni l'imperium proconsulaire. Ces mêmes documents témoignent qu'il partage le pouvoir législatif, mais il reste subordonné et dépendant de l'auguste Héliogabale.

### Complots contre Alexandre

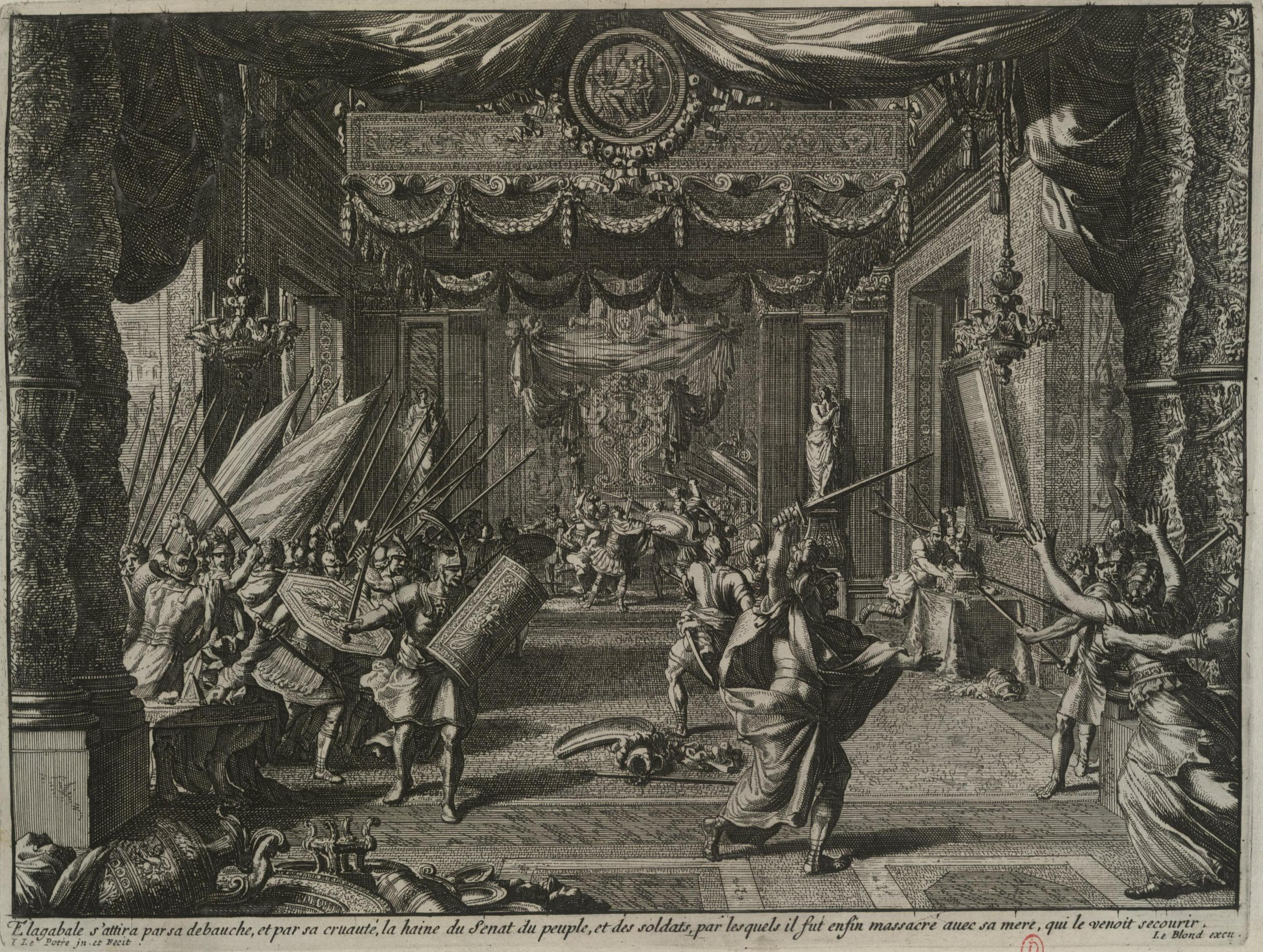
L'assassinat d'Héliogabale (au fond) et de Soémias (à droite). Gravure de J. Lepautre, XVIIe siècle.

Dion et Hérodien disent que Mamée fait attention à ce qu'Alexandre ne suive pas l'empereur dans ses débauches et veille étroitement à son éducation. Héliogabale s'énerve de cela et regrette son adoption. Par l'exil ou la peine capitale, il fait disparaître de la Cour les professeurs d'Alexandre, au motif qu'ils le corrompent. Il se met à donner de hautes dignités à des comédiens, des musiciens et même des esclaves. L'opinion publique préfère le jeune césar en raison du culte étranger d'Élagabal, du fanatisme d'Héliogabale, de son mépris de la culture romaine, de son caractère singulier, de son favoritisme outrancier, de son efféminement et de sa lascivité.
Hérodien raconte que Mamée soudoie des soldats pour qu’ils assurent la sécurité d'Alexandre, emploie des cuisiniers et des échansons à son seul service, et fait goûter chaque plat et boisson envoyés par l'empereur. Au courant des multiples intrigues de l’empereur afin de faire tomber ou tuer son cousin, Mèse manœuvre pour les faire échouer, forte de sa connaissance de la Cour. Héliogabale connaît leurs machinations et dépouille Alexandre des insignes impériaux, puis l’isole pour l’empêcher de recevoir les salutations d'usage le matin et d'apparaître en public. Les soldats prétoriens le demandent avec empressement et ne croient pas l'empereur quand il affirme qu'Alexandre est mourant. Furieux, les soldats refusent de continuer d'assurer sa garde et menacent de séditions, tournant à l'émeute selon Dion. Depuis leur camp, ils exigent qu'on fasse venir Alexandre. Héliogabale prend peur, cède et monte avec Alexandre dans la litière impériale pour se rendre au camp des prétoriens.

### Assassinat
Dion et Hérodien s'accordent sur l’accueil froid réservé à l'empereur, contrastant nettement avec les exclamations de joie témoignées à Alexandre. Selon Dion, Soémias et Mamée invectivent les soldats pour les rallier à leur partie. Voyant que les soldats le surveillent pour le tuer, Héliogabale se cache dans un coffre pour s'évader, mais il est découvert. Enlacé avec sa mère, ils sont égorgés. Selon Hérodien, Héliogabale est révolté par le comportement des prétoriens et reste éveillé toute la nuit de colère. Le lendemain, il ordonne l'arrestation et le supplice des soutiens d'Alexandre. Considérés comme séditieux et perturbateurs, plusieurs soldats sont emprisonnés. Poussés par la haine et l'indignation, les gardes prétoriens se révoltent : après avoir secouru les prisonniers, ils décapitent Héliogabale et Soémias. Dans tous les cas, la foule traîne les corps d'Héliogabale et de Soémias dans Rome, livrés aux outrages publics et jetés dans les égouts coulant vers le Tibre. Le pseudo-Lampride affirme que les soldats prétoriens conspirent contre Héliogabale, afin d'éviter sa vengeance pour leur préférence envers Alexandre. Il se plaît à raconter comment la favoris d'Héliogabale ont les entrailles arrachées ou sont empalés, « afin que leur mort eût quelque conformité avec leur vie ». Héliogabale est tué dans les toilettes privées où ils s'était réfugié, son corps est outragé par les soldats. Comme ils le jettent dans un égout trop étroit, le cadavre d'Héliogabale est traîné dans le cirque Maxime et précipité dans le Tibre depuis le pont Émilien, lesté de poids. Mais la version du pseudo-Lampride n'est pas contemporaine des faits et est rejetée par la critique héliogabalienne moderne,.

#### Une chronologie incertaine
En raison des divergences entre Dion et Hérodien sur les événements survenus au camp des prétoriens, la recherche historique situe la date de décès d'Héliogabale le 11, 12 ou 13 mars 222. Plusieurs ouvrages ou articles sur Héliogabale, les Sévères et l'empire romain indiquent qu'il décède le 11,, ou 12 mars 222,, sans sourcer leur opinion. Ceux qui le font se basent sur Dion Cassius, qui indique qu'Héliogabale meurt à dix-huit ans, après un règne de trois ans, neuf mois et quatre jours, « compté de la bataille qui le mit en possession du souverain pouvoir », c'est-à-dire du 8 juin 218 au 11-12 mars 222,,.  Pour Leonardo de Arrizabalaga y Prado toutefois, Dion Cassius compte jusqu'au 13 mars 222, car l'assassinat d'Héliogabale et l'acclamation d'Alexandre ont lieu le même jour. Aussi, lui et d'autres historiens contemporains,, choisissent le 13 mars 222 comme date de décès en s'aidant des Feriale Duranum, calendrier des observances religieuses durant règne d’Alexandre, destinée à la garnison militaire de Doura-Europos, en Syrie romaine : « 13 mars, […], parce que l’Imperator [César Marc Aurèle Sévère Alexandre Auguste] a été pour la première fois salué comme Imperator par les soldats, [une supplication ; / 14 mars, parce qu’Alexandre notre Auguste a été nommé Auguste et Père de la Patrie et Souverain Pontife], supplication ». D'autres auteurs diffèrent cependant la mort d'Héliogabale au 11 ou 12 mars 222 et l'acclamation officielle d'Alexandre au 13,,,.

### Avènement d'Alexandre

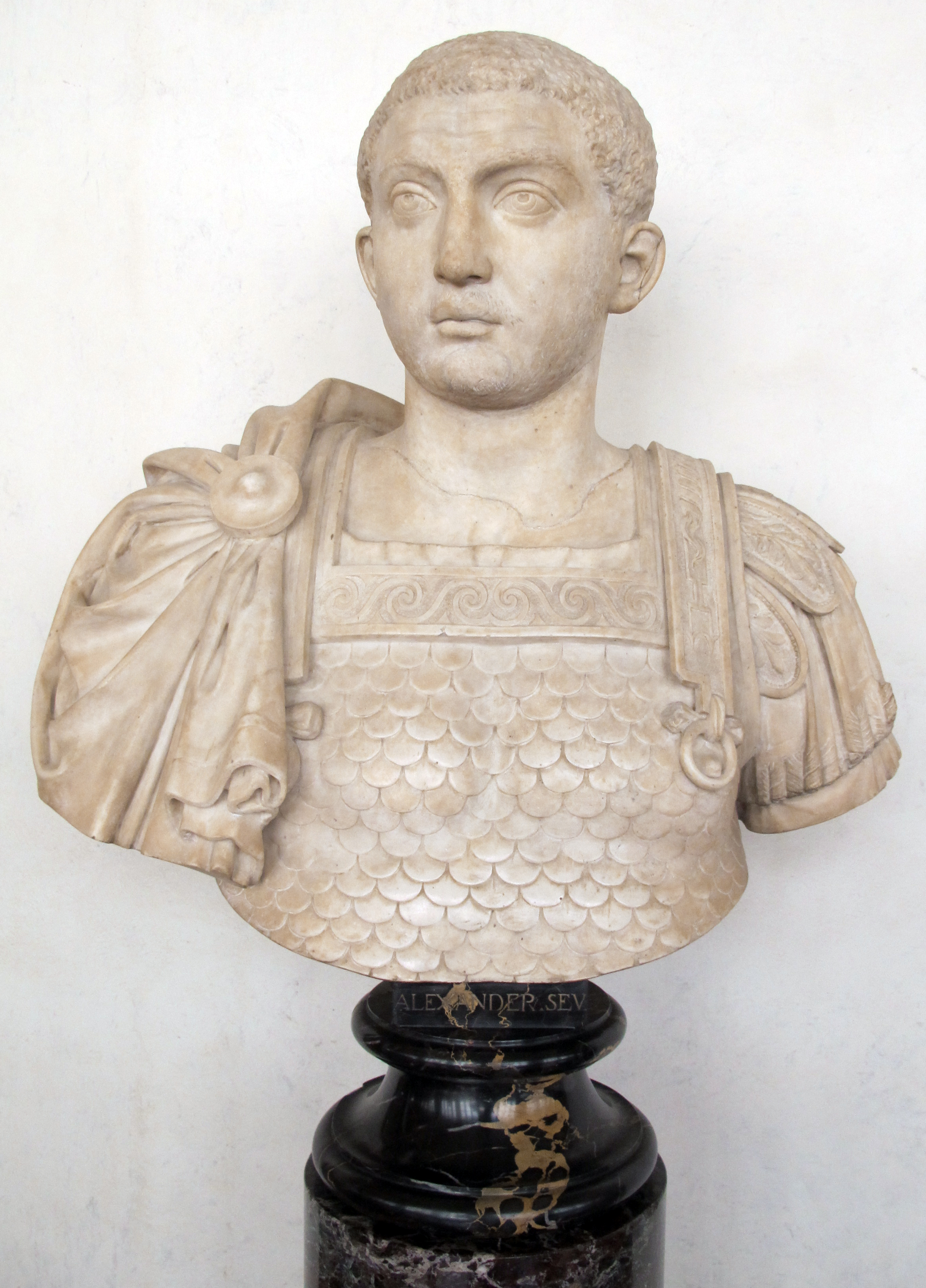
Buste de Sévère Alexandre, galerie des Offices.

Alexandre, treize ans et demi, est salué empereur et ramené au palais impérial. Au lendemain de la mort d'Héliogabale, des monnaies avec le portrait d'Alexandre sont frappées pour remplacer les siennes, et les capitales provinciales de l'empire reçoivent des missives pour annoncer son avènement.
Julie Mèse et son entourage tentent de calmer l'effervescence à Rome. Pour rallier les sénateurs et les prétoriens, les courtisans et favoris fidèles d'Héliogabale sont tués. Dion Cassius et le pseudo-Lampride rapporte des exécutions sommaires et cruelles, notamment celle du ministre des Finances Aurelius Euboulos, accusé de corruption par Dion, qui est démembré par la foule. La pierre noire est rapidement renvoyée à Émèse, les objets sacrés mis dans le temple d'Élagabal sont renvoyés où ils étaient précédemment. Le sanctuaire est débaptisé et inauguré en l'honneur de Jupiter vengeur (Iupiter Vltor), pour réparer les crimes d'Héliogabale. Au Sénat, les membres votent la damnatio memoriae de l'empereur défunt. Pierre Forni questionne la véracité selon laquelle « la plèbe choyée par l'empereur défunt ait voué aussi rapidement sa mémoire aux gémonies », en raison de son enthousiasme rapporté par les historiens lors de fêtes, comme celle de la procession estivale de la pierre noire.
Alexandre revient sur la réforme monétaire d'Héliogabale et va attacher une grande importance aux divinités traditionnelles, sans renoncer au culte à Sol. Le Sénat veut lui offrir le traditionnel titre d'Antonin, mais le nouvel empereur le rejette : officiellement, parce qu'il a peur de ne pas être à la hauteur des hautes attentes liées à un tel nom ; officieusement, parce qu'il veut éviter d'être assimilé à Caracalla et Héliogabale, de triste mémoire. Par conséquent, le titre n'est plus jamais porté par les empereurs romains postérieurs. Le nouvel empereur rejette aussi son adoption : il n'est le fils que de Caracalla. Pour marquer son détachement, il ajoute le cognomen de Severus et se fait appeler Marc Aurèle Sévère Alexandre.
Sévère Alexandre est plus manipulable que son cousin aîné, Julie Mèse constitue un conseil de régence formé avec seize sénateurs. Elle fait remplacer les hauts fonctionnaires choisis par Héliogabale et nomme Ulpien à la tête du collège des préfets du prétoire. Chassé par le précédent empereur, le pseudo-Lampride affirme qu'il devient le tuteur de Sévère Alexandre. En 225, pour consolider les faveurs de l'aristocratie, Mamée marie son fils à Orbiane, fille de Lucius Seius Herennius Sallustius. Celui-ci est un parent et possiblement le frère de Seius Carus, qu'Héliogabale avait fait exécuter pour tentative de sédition, sept ans plus tôt. L'empereur reprend, avec plus d'humanité, la politique de Septime Sévère et de Caracalla dans les domaines fiscaux, juridiques et sociaux, ainsi que les grands travaux urbains. Les Parthes en Orient et les Barbares en Occident semblent respecter les traités de paix conclus avec Rome. Il termine notamment la restauration des thermes de Caracalla, entamée sous Héliogabale.

### La fin des Sévères
Cependant, l'apparente tranquillité du règne qui s'annonce est troublée par l'armée, à qui les derniers empereurs sont redevables pour leur élévation. Ulpien est victime d'un complot, de la part de ses collègues ne supportant pas son ascendance au collège des préfets du prétoire. Julie Mèse les fait éliminer aussi rapidement qu'elle les avait choisis à la préfecture. Dion Cassius raconte qu'une émeute de trois jours éclate au printemps 223 entre le peuple et les prétoriens, pour un motif décrit comme futile et qu'il ne précise pas. Marcus Aurelius Épagathus, affranchis de Caracalla devenu un personnage important, complote avec les prétoriens contre Ulpien : traqué par ses propres hommes, ils l'exécutent devant Sévère Alexandre, auprès duquel il s'était réfugié. Après la mort de Julie Mèse, entre 224 et 226, Sévère Alexandre est sous la direction de Mamée. Jalouse d'Orbiane, elle ordonne à son fils de divorcer en 227.
La faiblesse de l'empereur, aggravée par une importante dévaluation monétaire, suscite le mépris et le mécontentement des militaires, que Sévère Alexandre doit conduire contre l'offensive d'Ardachir Ier, premier empereur de la Perse sassanide. Arrivé à Antioche à l'été 231, Sévère Alexandre tente de négocier la paix et l'amitié avec Ardachir, qui les rejette et dont il arrête l'expansion au prix de grandes pertes. En mars 235, alors qu'il prépare la campagne suivante, les camps romains des bords du Danube sont attaqués par les Germains. Sévère Alexandre s'y rend en urgence et tente de négocier la paix en échange d'un tribut. Les troupes acceptent mal cette option : Maximin, officier supérieur ayant gravi les échelons, s'attire leurs faveurs. Considérant le prince lâche et exaspéré de son inaction, l'empereur est assassiné avec sa mère et ses conseillers, malgré ses ordres et ses suppliques à l'armée de retrouver sa discipline. C'est le début de la crise du troisième siècle.

## Noms et titres

### Noms successifs
- 204, naît SEXTVS•VARIVS•AVITVS•BASSIANVS[n 8]
- 217, est proclamé MARCVS•AVRELIVS•ANTONINVS
- 218, accède à l'empire IMPERATOR•CAESAR•DIVI•MAGNI•ANTONINI•PII•FILIUS•DIVI•SEVERI•NEPOS•MARCVS•AVRELIVS•ANTONINVS•PIVS•FELIX•AVGVSTVS

### Titres et magistratures
- Pater Patriae en 218 ;
- Pontifex maximus en 218 ;
- Sacerdos amplissimus dei invicti solis Elagabali en 221 ;
- Acclamé imperator quatre fois entre 218 et 222 ;
- Consul en 218, 219, 220, 221 et 222 ;
- Détient la puissance tribunitienne à partir de 218, renouvelée annuellement en juin 219, 220 et 221.

### Dernière titulature
À sa mort en mars 222, la titulature d'Héliogabale est :
IMPERATOR•CAESAR•DIVI•MAGNI•ANTONINI•PII•FILIUS•DIVI•SEVERI•NEPOS•MARCVS•AVRELIVS•ANTONINVS•PIVS•FELIX•AVGVSTVS, SACERDOS•AMPLISSIMUS•DEI•INVICTI•SOLIS•ELAGABALI, PONTIFEX•MAXIMVS, TRIBVNICIAE•POTESTATIS•IV, IMPERATOR•IV, CONSVL•V, PATER•PATRIAE.

## Vie privée

### Alliances matrimoniales
Selon l'usage, l'impératrice porte le titre d’augusta. La date et la durée exactes des mariages d'Héliogabale sont mal connues, mais les analyses numismatiques permettent de donner une chronologie approximative.
En 219, Héliogabale épouse une dénommée Julia Cornelia Paula. Il fait de généreuses donations à l'élite romaine et aux soldats, ainsi que pour le festin du peuple. De grands jeux et des sacrifices sont organisés, mais Héliogabale la répudie dès l'année suivante, au motif d’une tache sur le corps. Elle est dépouillée de tous ses honneurs et obligé de vivre comme une simple citoyenne,. Par l'étude des monnaies alexandrines et syriennes, Joseph Vogt conclut que Paula est encore impératrice en automne 220.
En 221, Héliogabale « feignit d'être pris d'amour » de la grande-vestale Julia Aquilia Severa. Son enlèvement du temple de Vesta provoque un grand scandale, les prêtresses de la déesse étant tenues de garder leur virginité. La loi prévoit la flagellation, la prison et la mort pour leurs ravisseurs, mais Héliogabale se justifie devant le Sénat en déclarant qu’elle « lui avait inspiré une passion insurmontable », et affirme que l’union d’un prêtre et d’une prêtresse est « chose convenable et digne de tout respect ». Selon Dion, il voulait que des enfants divins naissent de l’union d’un grand-prêtre et d’une grande-vestale. Par les monnaies, Vogt conclut que Severa devient impératrice au début de 221. Martin Frey suggère plutôt que cela arrive à la fin 220 : un médaillon en bronze représentant le couple montre toujours l'empereur imberbe. Ce mariage se fait dans la période où Héliogabale élève son dieu comme la divinité romaine principale.
Durant la même année, Héliogabale répudie Severa pour épouser Annia Aurelia Faustina. Elle est descendante d'Annia Cornificia Faustina, la sœur de Marc Aurèle, et veuve de Pomponius Bassus, duquel elle a déjà deux enfants. L'union est approuvée par les sénateurs, espérant qu’elle donne un héritier naturel au trône. Dion Cassius et Hérodien font passer cela pour un caprice dû au caractère immature de l'empereur, mais la répudiation de la vestale semble intervenir après l'adoption d'Alexandre : le choix de Faustina serait dans la continuité des moyens mis en place pour apaiser les tensions d'Héliogabale avec l'élite et l'armée romaines. Ce mariage plus respectable permet aussi de consolider ses prétentions au trône impérial avec le sang des Antonins, mais il ne dure que quelques mois.
Dion Cassius mentionne deux autres épouses anonyme entre la répudiation de Faustina et la restauration de Severa comme impératrice, avant la fin de l'année 221 ; il n'existe, actuellement, aucune preuve pouvant confirmer ses écrits. Selon le même auteur, Severa est tuée peu après Héliogabale et Julie Soémias, son corps est « jeté au hasard » dans Rome.

Épouses d'Héliogabale
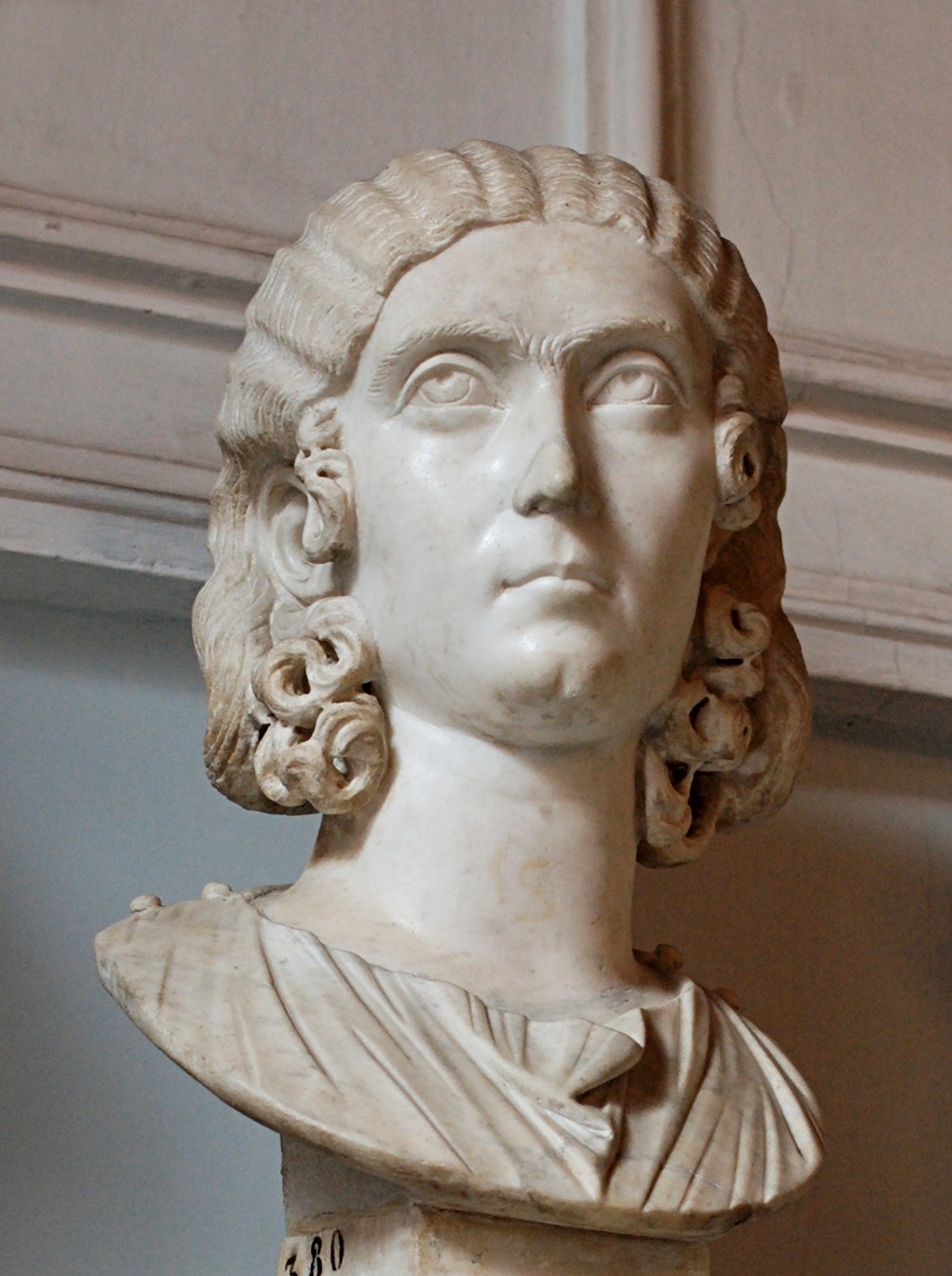
Buste de Julia Cornelia Paula, 219-220, musées du Capitole.
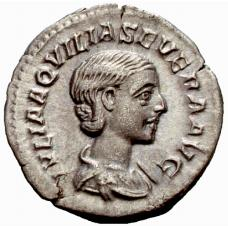
Denier avec le portrait de Julia Aquilia Severa, 220-222, American Numismatic Society.
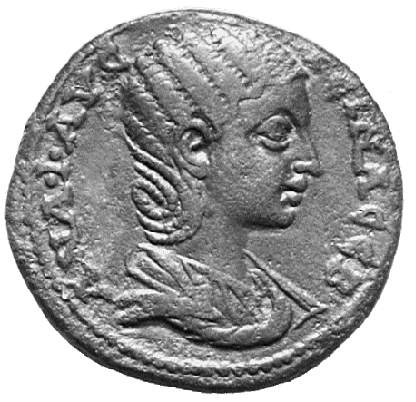
Denier avec le portrait d'Annia Aurelia Faustina, 221, localisation inconnue.

### Relation avec Hiéroclès
Héliogabale a une relation avec Hiéroclès, pour lequel aucune information n'existe en dehors des écrits de Dion Cassius. Esclave carien et ancien éromène d'un dénommé Gordius, il avait appris de lui à conduire des chars. Durant les jeux du cirque, Hiéroclès tombe de son char contre le siège d'Héliogabale, immédiatement subjugué par cet homme blond et imberbe. Hiéroclès profite des faveurs impériales pour faire venir à Rome sa mère, elle-même esclave, placée parmi les épouses des consuls. Dion dit qu'Hiéroclès aurait été épousé par Héliogabale, mais cela est peu crédible : les unions homosexuelles masculines sont un lieu commun littéraire pour se moquer de l'homme ayant le rôle de la « mariée ». Dion avait déjà prétendu des choses similaires au sujet du général Gannys.
Il est peu crédible qu'il ait envisagé de faire de lui son césar comme le prétend Dion, mais son ascendance sur l'empereur est importante. Ce dernier est victime de violences et d'emprise conjugales : Hiéroclès n'hésite pas à violenter verbalement et physiquement Héliogabale, après qu'il s'est laissé volontairement surprendre en train de le tromper. Le jeune homme reste profondément amoureux et se promène publiquement avec les yeux ecchymosés. Cette anecdote permet à Dion de compléter le tableau d'une inversion de l'ordre social sous le règne d'Héliogabale, en présentant un empereur efféminé et soumis comme l'époux d'un esclave masculin et dominateur.
Par ses rabatteurs, Héliogabale entend parler du lutteur smyrniote Aurélius Zoticus, dit « le Cuisinier », d'après le métier de son père. Athlète réputé pour son immense beauté et la taille de ses organes génitaux, l'empereur fait de lui son cubiculaire sans l'avoir rencontré. Craignant de perdre sa place, Hiéroclès fit porter un breuvage à Zoticus pour le rendre impuissant durant sa première nuit avec Héliogabale, qui le renvoie le lendemain de sa nomination. Il le chasse de Rome puis d'Italie, ce qui lui permettra d'échapper à la révolte populaire contre l'empereur. Lorsqu'il est obligé de venir au camp des prétoriens en mars 222, Héliogabale réussit à calmer temporairement les soldats en promettant de se débarrasser de tous ses compagnons de débauche. Mais il demande en pleurant de faire exception pour Hiéroclès, qu'il continue d'aimer profondément : « Accordez-moi celui-là seulement, quelque opinion que vous ayez de lui, ou tuez-moi ». Cette conduite aurait définitivement dégoûté Julie Mèse de son petit-fils et Hiéroclès meurt durant l'élimination des favoris d'Héliogabale.

### Sexualité et genre

#### Comportement sexuel

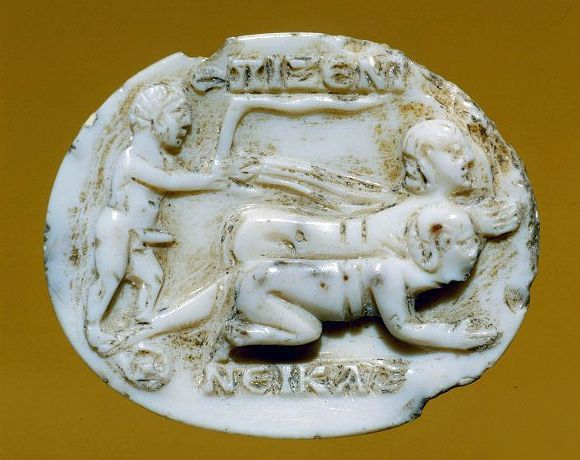
Camée du IIIe siècle ayant inspiré le pseudo-Lampride, BnF, Paris.

Dion Cassius s’étend longuement sur ses débauches et prostitutions. Il aurait eu une pièce dans le palais où il se livrait à cela, « sans cesse debout, nu, à la porte de cet appartement, comme les prostituées ». Héliogabale serait allé jusqu'à aller dans les tavernes et les lupanars romains, se glorifiant d'être très demandé par les clients et plus riche que ses compagnons de stupre. Hérodien est plus discret sur la vie sexuelle des empereurs romains, mais indique qu'Héliogabale cherchait à devenir père pour se « donner une marque de virilité ». Cette attitude déplaît fortement et est l'une des raisons de la révolte des prétoriens.
Les mœurs excentriques d'Héliogabale amènent Dion à le comparer continuellement à Sardanapale, dont le nom était devenu le symbole du souverain indigne et un sobriquet pour désigner un homme vivant dans l'opulence et les voluptés. Comme Sardanapale, Héliogabale est bisexuel, a un goût pour le luxe et un appétit pour les jouissances. Des historiens l'ont considéré comme un cas d'hypersexualité, John Bagnell Bury le qualifie de « remarquable exemple de psychopathie sexuelle ». Héliogabale a le comportement des hommes avec les femmes et celui des femmes avec les hommes. Il aime (ou se force à) avoir des relations homo- et hétérosexuelles. Robert Turcan propose de lier cette polysexualité à une « soif de diversité et de libre mutation ».
Le pseudo-Lampride raconte comment Héliogabale montait sur un char tiré par deux femmes. Le cabinet des médailles de la Bibliothèque nationale de France détient un camée de l'époque des Sévères, représentant un homme nu et en érection, tenant un fouet dans une main et les rênes d'un char dans l'autre, tiré par deux femmes nues et à quatre pattes. La Bibliothèque Nationale identifie Héliogabale au conducteur de char, de même que Wolf-Rüdiger Megow ou Robert Turcan, qui lie cela avec son « cabotinage obscène ». Mais M. Icks remarque que rien ne permet de déduire qu'il s'agisse d'Héliogabale, et estime plus probable que ce soit le camée qui ait inspiré le pseudo-Lampride pour cette anecdote douteuse.

#### Identité de genre
Dion Cassius concède que l'empereur « semblait être homme jusqu'à un certain point » lorsqu'il rendait la justice, avant de dire que cela n'était pas toujours le cas et qu'Héliogabale « se fit appeler femme, maîtresse, impératrice » d'Hiéroclès. Lors de la grande cérémonie où Zoticus est fait cubiculaire, Dion raconte l'anecdote suivante : « le prince s'élança d'un pas cadencé, et lorsque Zoticus lui eut, comme il le devait, adressé ces mots : ‘Empereur, mon maître (κύριος / kýrios), salut !’, il lui répondit sans la moindre hésitation, en penchant à ravir la tête comme une femme et en clignant des yeux : ‘Ne m'appelle pas ton maître ; je suis ta maîtresse (κυρία / kyrίa).’ » Selon une version de l'Histoire romaine que Georges Cédrène (historien byzantin du XIe siècle) dit avoir et qui se retrouve chez Jean Zonaras, Héliogabale pousse la luxure jusqu'à promettre de larges sommes d'argent aux médecins capables de lui créer un vagin par une incision génitale.
Prenant les descriptions de Dion pour vraies, le musée du North Hertfordshire (Royaume-Uni) annonce changer les pronoms personnels masculins d'Héliogabale pour des pronoms féminins (she/her), en novembre 2023. Dans un entretien au Daily Telegraph, le responsable Keith Hoskins reconnaît une démarche « militante » : après consultation de l'association LGBT Stonewall, le musée a conclu que « l’impératrice Héliogabale était une femme transgenre et qu'il utilisera le pronom « elle » pour la désigner ». Le musée suit le guide de l'université de Leicester pour l'inclusion des personnes trans dans les institutions et métiers du patrimoine. Cette décision a été vivement contestée par plusieurs universitaires et spécialistes de la Rome antique : l'insulte d'efféminé est la pire qui puisse toucher l'honneur d'un homme dans le monde antique, l'historiographie latine n'a pas hésité à l'utiliser. Il est impossible de savoir comment Héliogabale se sentait vis-à-vis de son identité de genre. En sus, il est victime de préjugés racistes en tant que Syrien,,,, Les universitaires font encore valoir qu'appliquer à Héliogabale la vision contemporaine du genre est très anachronique et simplifie trop celle conçue dans l'Antiquité, qui avait aussi un mépris pour les hommes pénétrés,.
Le désir et les moyens prétendus d'Héliogabale mis en place pour ressembler à une femme (changement de sexe, filage de la laine, maquillage, épilation) sont similaires à la tradition littéraire autour de Sardanapale, Dion Cassius faisant continuellement l'analogie entre les deux hommes. Mais la différence entre Héliogabale et Sardanapale est que ce dernier se cloître dans son palais, ses désirs ne sont pas exposés publiquement.

## Postérité

### À travers l'Histoire

#### Dans l'Antiquité et le Moyen-Âge
Depuis Xénophon au IVe siècle av. J.-C., le souverain idéal est un homme de noble et brave lignée, pieux, patriote, valeureux au combat, craint par ses ennemis, aimé par son peuple pour lequel il est un père, mesuré, juste et à l'écoute de sages conseillers. Son antithèse est un souverain cruel, mégalomane, excentrique, despotique, haït et craint de tous. Tibère, Caligula, Néron, Domitien sont donnés comme exemples négatifs par les auteurs antiques : plusieurs lieux communs sont utilisés pour exagérer leurs vices, en inventer ou minimiser leurs bonnes actions, le tout accompagné d'une rhétorique moralisante.

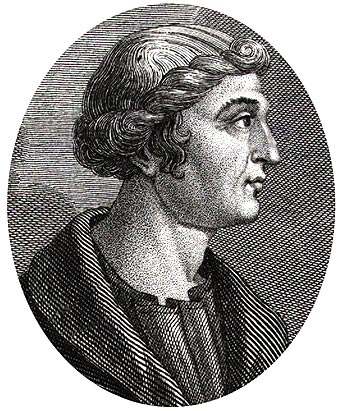
Dion Cassius est le plus hostile au jeune empereur (gravure anonyme, vers 1650).

Dion Cassius n'est pas à Rome durant le règne d'Héliogabale et se base sur des témoignages. Il considère Héliogabale comme un usurpateur oriental aux origines familiales douteuses, un étranger ayant été établi lors d'une révolte militaire et non par mérite. C'est un tyran allant loin dans l'irrespect des coutumes romaines, afin de mettre en avant son cousin et successeur Sévère Alexandre, sous lequel Dion exerce de hautes fonctions. L'historien s'oppose vigoureusement aux différentes religions étrangères fleurissant à Rome, faisant concurrence à la religion romaine traditionnelle. Hérodien est influencé par Dion, mais est moins moralisateur et ignore plusieurs détails triviaux ou obscènes. Héliogabale est plutôt un jeune garçon négligeant et irresponsable, abusant de son pouvoir et échappant au contrôle de Julie Mèse. L'empereur se perd dans le culte à Élagabal plutôt que de se romaniser, thème cher à l'auteur. Hérodien appelle le jeune roi-prêtre Bassien, de son cognomen de naissance, puis Antonin lorsqu'il est acclamé empereur par l'armée. Il indique que ses partisans font passer pour son véritable père, ce que précise aussi le pseudo-Lampride. Dion Cassius rapporte « qu'on l'appelle soit faux Antonin, soit Assyrien, ou encore Sardanapale et Tibérien (car il reçut aussi ce dernier nom après que son cadavre eut été jeté dans le Tibre) ». L'historien utilise le nom d’Avitus jusqu’à la prise de pouvoir de Bassien, Sardanapale durant son règne et enfin faux Antonin après sa mort. Les deux auteurs appellent Élagabal le dieu solaire d'Émèse, Dion utilise une fois ce nom pour désigner l’empereur.
L'auteur de l'Histoire Auguste s'appuie directement ou non sur ses prédécesseurs pour rédiger les biographies des empereurs, et peut-être sur le sénateur Marius Maximus, dont le travail biographique est perdu. Trois catégories se dégagent de son œuvre : le princeps bonus (« bon prince »), le princeps medius (« prince moyen ») et le princeps malus (« mauvais prince »). L'auteur s'inspire beaucoup de l'œuvre de Dion Cassius, Héliogabale est l'empereur le plus vil et corrompu du livre. Il surenchérit dans le grotesque ou supprime, modifie et ajoute des détails humoristiques ou cruels. Les trois Julie exercent la réalité du pouvoir et sont masculinisées. Héliogabale est efféminé et frivole, sans que cela soit lié à ses origines syriennes. Il affiche des tendances monothéistes, croyance que l'auteur ne manque pas d'égratigner en présentant Héliogabale comme intolérant à l'égard des autres cultes. Robert Turcan remarque plusieurs parallèles entre Héliogabale et Constantin le Grand, à l'époque duquel a prétendument vécu le pseudo-Lampride : naissance d'origine douteuse, d'un mère réputée prostituée ; elle a une très grande ascendance sur son fils, déplaisant à l'élite sénatoriale ; les réformes religieuses des deux empereurs vexent beaucoup les pratiquants du polythéisme traditionnel. « En jouant sur le nom du premier qui pouvait signifier « pendard (gabalus) du Soleil (Helio-) », on moquait le renégat chrétien du culte solaire ». Dans l’Histoire Auguste, le pseudo-Lampride commence son récit en disant que : « [j]amais je n’aurais pu me décider à écrire la vie d’Héliogabale Antonin ». Il affirme que devenu « objet de la risée publique [au temps de son règne], on ne l’appelait que Varius ou Héliogabale »,. Cette appellation, jeu de mots avec le nom grec du Soleil personnifié (Hélios), est aussi utilisée pour désigner le dieu. L’Histoire a généralement favorisé l'orthographe Héliogabale depuis le IVe siècle pour désigner l'empereur et le distinguer de la divinité. Mais depuis les années 1930, historiens et numismates spécialisés préfèrent désigner l'empereur par le nom plus correct d’Élagabal.
L'insulte d'être un monstrueux usurpateur se retrouve chez le poète Ausone, sa damnatio memoriae ne facilitant pas la tâche pour le réhabiliter. Aurelius Victor ne questionne pas sa légitimité au trône, mais reste ambigu sur son ascendance, quand l'Épitomé de Caesaribus affirme que Caracalla a violé Soémias. Les auteurs postérieurs restent plus prudent, mais l'accusation et l'insulte de bâtardise sont souvent reprises. Son efféminement est remarqué : l'auteur de l'Épitomé dit qu'il demandait à être appelé Bassiana au lieu de Bassianus, Georges le Syncelle prétend qu'Héliogabale aimait piéger les femmes quand il était travesti. Les sujets comme sa cruauté supposée ou le culte rendu à Élagabal n'intéressent pas tellement les lettrés. Sa débauche est un topos régulier chez les auteurs chrétiens ou païens, tels que Paul Orose, Zosime ou Jean d'Antioche. Il est difficile de savoir si les auteurs lient cela avec son origine syrienne, comme le font Dion Cassius et Hérodien, mais il est peu probable que la division entre l'« Ouest » et l'« Est » parlait autant à ceux d'origine byzantine. La mémoire d'Héliogabale disparaît en Europe durant le Moyen-Âge pour reparaître à la Renaissance, avec la redécouverte de l'Antiquité. Seuls Jean Xiphilin et Jean Zonaras s'attardent sur la prostitution prétendue d'Héliogabale et sa relation avec Zoticus. Au XIIIe siècle, Théodore Skoutariotès fait figure d'exception : dans sa Chronica minora, il parle d'Héliogabale comme d'un empereur excellent et aimé de tous. Il semble que Skoutariotès puise dans la Chronographia de Jean Malalas, auteur du VIe siècle. Théodore Skoutariotès s'est trompé en identifiant Héliogabale avec Antonin le Pieux, les empereurs partageant le même nom de règne. Il est impossible de savoir si Malalas fait aussi cette erreur, l'unique manuscrit de son ouvrage a une lacune entre les règnes de Caracalla et Valérien.

#### De la Renaissance auXIXesiècle

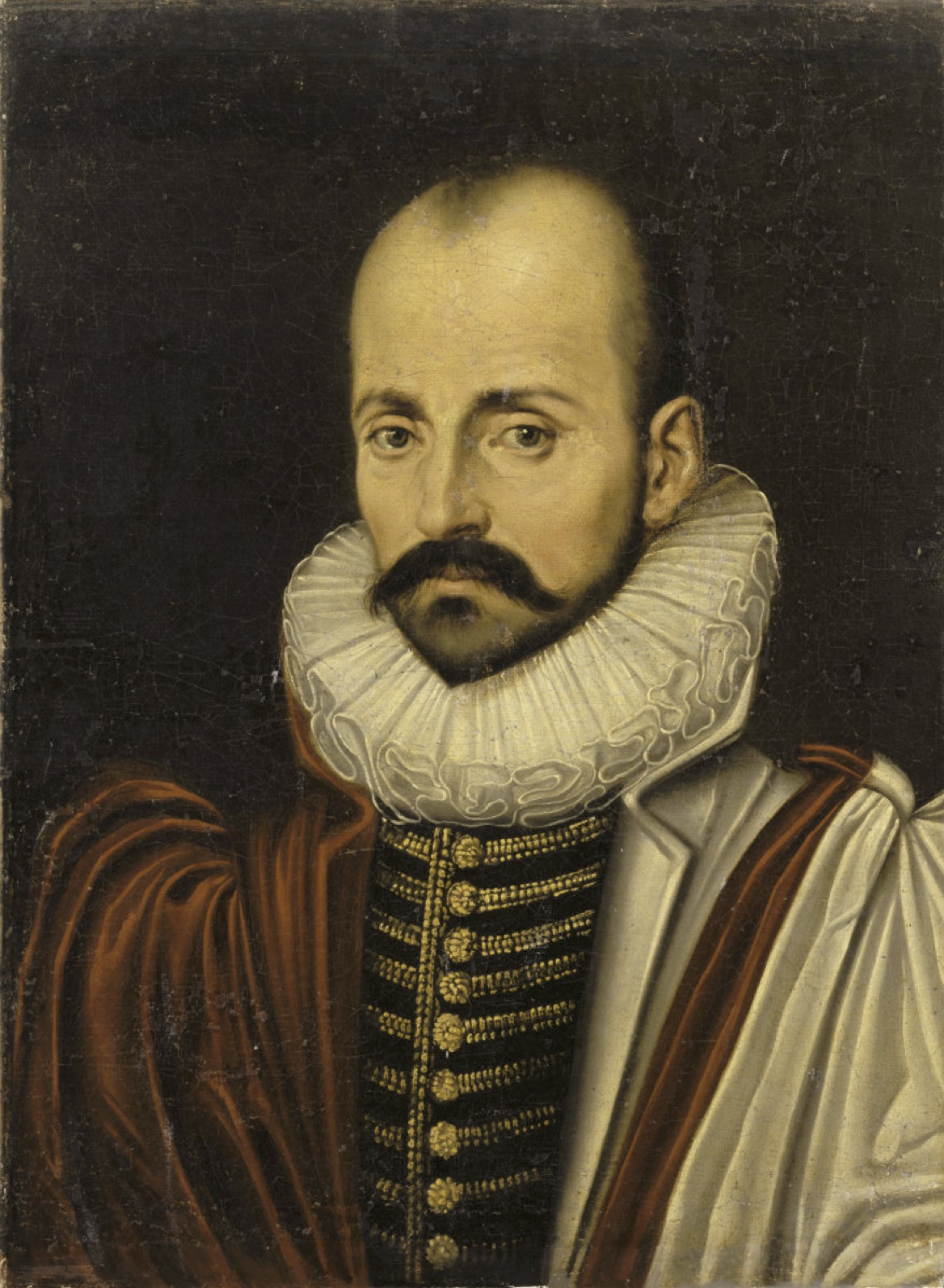
Michel de Montaigne (portrait anonyme, vers 1570)

Les artistes de la Première Renaissance idéalisent l'époque romaine. Héliogabale fait de rares apparitions dans les ouvrages, mais les auteurs ne font que répéter les sources antiques. Dans Des femmes illustres (1374), Boccace condamne une voluptueuse Soémias (« Sémiamire ») et son fils « négligent » en reprenant abondamment l’Histoire Auguste. Avec l'essor de la presse typographique en Occident vers 1450, de nombreux ouvrages en latin et en grecs, ainsi que leurs traductions dans les langues européennes, vont permettre de diffuser plus largement le savoir humaniste. Cependant, l'intérêt pour Héliogabale reste marginal ; Nicolas Machiavel le mentionne rapidement dans Le Prince (1532), comme un exemple de mauvais souverain. Michel de Montaigne le mentionne dans trois de ses essais : dans un premier, il mentionne sa mort rapidement pour argumenter qu'il faut se garder d'interpréter si le succès ou la fin de quelqu'un est une récompense ou une punition divine. Dans un second, Montaigne doute que « le plus effeminé homme du monde » eut véritablement construit une tour des suicides, parce que cela le rendait trop lâche de sauter. Dans un dernier, l'écrivain écrit qu’Héliogabale imita Cybèle et Bacchus, qu'il conduisit des chars tirés par des animaux divers et des femmes nues — toutes les anecdotes sont des références à l’Histoire Auguste. L'influence de Montaigne va être considérable, notamment auprès du calviniste Johan de Brune l'Ancien, qui va condamner les plaisirs de la table d'Héliogabale.
C'est seulement avec les moines français Jean Mabillon (De re diplomatica, 1681) et Bernard de Montfaucon (Paleographica Graeca, 1708) que les érudits européens commencent à faire une critique des textes antiques. Cela va se poursuivre à l'époque des Lumières, mais leur autorité n'est toujours pas questionnée. Ainsi, l'abbé de Tillemont décrit le règne d'Héliogabale comme « une suite continuelle de crimes contre la pudeur, contre l'humanité, & contre toutes sortes de loix ». Edward Gibbon reprend largement l'abbé dans sa monumentale Histoire de la décadence et de la chute de l'Empire romain (1776-88) : l'« infâme » Héliogabale est un efféminé amené au pouvoir par des femmes et des eunuques, Gibbon se réjouit de sa chute. Il lie son absence de virilité, sa superstition, son fanatisme et l'excentricité de ses mœurs à ses origines syriennes. Au XVIIIe siècle, les travaux de Johann Joachim Winckelmann sur les textes grecs relancent la mode néo-helléniste en Allemagne. Son disciple Friedrich August Wolf prend la tête du renouveau des études classiques, inventant le terme d'Altertumswisseschaft (« Études classiques »).

Barthold Georg Niebuhr (portrait d’après L. Seidler,1828)

Wolf est suivi par Barthold Georg Niebuhr. Celui-ci questionne et analyse de façon critique les textes antiques. Exposant que l'autorité seule d'un auteur ne peut suffire, l'historien doit toujours garder un œil critique pour distinguer les choses vraies des choses possibles et des choses probables. Son Römische Geschitchte (1811-1832) en trois volumes a une grande influence en son temps et pour les générations d'historiens suivantes. Niebuhr ajoute deux volumes à son œuvre par la suite. Il ne questionne toutefois pas l'hostilité des auteurs antiques envers Héliogabale, jeune tyran plein de vices et de crimes, aux côtés duquel Néron et Caligula sont plus vertueux. Avec le développement de l'archéologie dans la première moitié du XIXe siècle, les sources extra-littéraires (pièces de monnaie, inscriptions et papyri) permettent de compléter, d'approfondir et de nuancer des sujets abordés par les textes anciens, notamment par les travaux monumentaux de Theodor Mommsen. Son Römische Geschitchte (1854-56) s'arrête toutefois au bout de trois volumes, avec Jules César, le reste étant à l'état de notes. Le travail de ses disciples permet de les publier : Héliogabale est mentionné furtivement, une ou deux fois, ce qui peut laisser penser que Mommsen lui aurait donné peu d'importance et qu'il aurait été une figure négative de l'empire romain. Les études du monde antique se spécialisent davantage : au Royaume-Uni et en France, l'histoire commence à devenir une science. Les mythes et légendes doivent être clairement séparées d'elles, une stricte objectivité doit être aussi observée. Si le développement de l'orientalisme attire l'attention des historiens et archéologues pour le Proche-Orient, l'antisémitisme et le mépris occidental donne des descriptions assez défavorables des Orientaux. Reprenant les préjugés antiques sur les Syriens, Héliogabale est considéré comme indigne de son statut d'empereur, insignifiant, immature et fou par les historiens. Le culte à Élagabal est « obscène » et « atroce », « au niveau moral de peuplades insociables et sanguinaires » selon les mots de Franz Cumont (Les Religions orientales dans le paganisme romain, 1906). Les Sévères sont des Sémites prenant leur revanche sur la civilisation gréco-romaine ; Héliogabale est le pire souverain qu'eurent les Romains car d'origine orientale. Aucune monographie ne lui est dédiée : ses extravagances (et notamment sa sexualité) sont susceptibles de nuire à la réputation du chercheur s'y intéressant, pouvant amener au procès pour manque de respect aux bonnes mœurs.

#### Depuis leXXesiècle

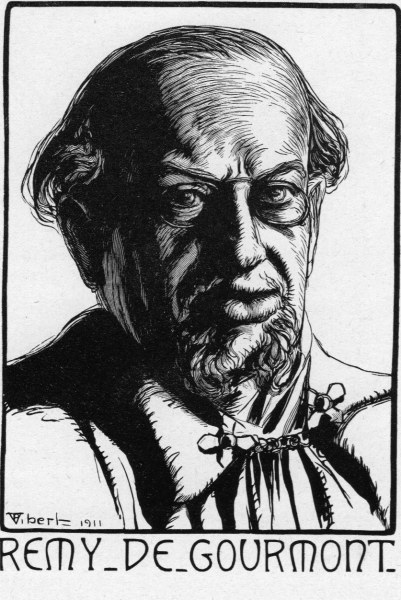
Gourmont a une vision positive mais raciste d'Héliogabale (gravure de P.-E. Vibert, 1911).

En 1901, Ludwig von Scheffler-Weimar écrit un article sur Héliogabale, qu'il diagnostique comme étant un « hermaphrodite impérial » : « avec un psychisme féminin, il était physiquement un homme ». Mais les études héliogabaliennes attirent peu d'attention dans l'entre-deux-guerres, à l'exception notable d'Héliogabale ou l'anarchiste couronné (1934) d'Antonin Artaud, biographie romancée ayant beaucoup influencé l'intérêt des historiens pour lui. Après la Seconde guerre mondiale, Ronald Syme (The Roman Revolution, 1958) est l'un des premiers à étudier la fabrique de l'opinion par les empereurs. Mais c'est avec Augustus und die Macht der Bilder (1987), écrite par Paul Zanker, qu'il va y avoir une évolution de la façon d'aborder les historiens antiques et comment ils forgent le mythe d'un souverain, en l’occurrence d'Auguste. Il y eut une prise de conscience que les portraits des empereurs servent aussi à véhiculer certains messages et idées et de premières monographies émergent sur le règne d'Héliogabale. Georges Duviquet (Héliogabale raconté par les historiens grecs et latins, 1903) suit encore de près les sources classiques. Dans la préface, le critique littéraire Remy de Gourmont note qu'Héliogabale est un adolescent n'ayant pas le souci de gouverner, mais son règne marque une période d'abondance. Il le défini comme un « Syrien judaïsant », tentant l'unité religieuse dans l'empire. Si l'opinion de Gourmont est assez douce à l'égard d'Héliogabale, elle présente des préjugés racistes sur les Orientaux, qui se retrouvent chez les auteurs postérieurs, comme l'universitaire américaine Orma Fitch Butler (Studies in the life of Heliogabalus, 1910) : elle critique particulièrement le pseudo-Lampride, mais son jugement d'Héliogabale reste très sévère.
The Amazing Emperor Heliogabalus (1911) de John Stuart Hay surprend pour son époque. Hay dépeint Héliogabale comme un monothéiste instituant un « culte de la vie et de la lumière ». Il tente d'une analyse psychologique de l'empereur, dans la continuité des études sur la sexualité de Richard von Krafft-Ebing, le décrivant comme un « hermaphrodite psychosexuel » souffrant de « mauvaises tendances » sexuelles . Influencé par l'orientalisme, Hay le qualifie de « personne incroyablement généreuse, instinctivement confiante, ouverte et chaleureuse », possédant « la faiblesse et la douceur des races sémitiques ». L'essayiste français Roland Villeneuve continue cette étude psychologique dans Héliogabale, le César fou (1957) : considérant que l'ouvrage d'A. Artaud est une autorité en la matière, il diagnostique Héliogabale comme un névropathe exhibitionniste, atteint d'une « psychopathie religieuse » et présentant des signes de « dégénérescence ».
La thèse de G. R. Thompson (Elagabalus. Priest-Emperor of Rome, 1972) et l'ouvrage de Robert Turcan (Héliogabale et le sacre du Soleil, 1985) n'apportent rien de neuf aux études héliogabaliennes, continuant de présenter ses scandales et ses excès comme des faits. Martin Frey (Untersuchungen zur Religion und zur Religionspolitik des Kaisers Elagabal, 1989) procède à la première véritable analyse des sources, mais il s'intéresse uniquement au culte d'Élagabal et son rôle durant le règne d'Héliogabale. Dans un chapitre de son ouvrage et une étude postérieure, Turcan conteste le caractère monothéiste et césaropapiste prêté à Héliogabale par le pseudo-Lampride, ne faisant que subordonner les autres divinités à Élagabal.
Saverio Gualerzi (Né uomo, né donna, né dio, né dea, 2005) soutient qu'Héliogabale s'est aliéné ses sujets par sa moralité et son luxe indécents, mais aussi en refusant les rôles sociopolitiques, sexuels et religieux traditionnels incombant aux empereurs romains. Artaud avait déjà souligné l'androgynie fondamentale du culte à Élagabal, mais cela n'avait pas été relevé par les auteurs postérieurs. Martin Sommers (Elagabal - Wege zur Konstruktion eines 'schlechten' Kaisers, 2004) est le premier à s'intéresser aux images d'Héliogabale plutôt qu'aux événements de son règne. Il va plus loin que Theo Optendrenk (Die Religionspohtik des Kaisers Elagabal im Spiegel der Historia Augusta, 1969), qui s'était préoccupé de savoir dans quelle mesure la politique religieuse d'Héliogabale, telle que présentée dans l’Histoire Auguste, était vraie. Quelques études ont été consacrées à la façon dont l'empereur se représentait lui-même, notamment celle d'Erika Manders. Les pages consacrées au règne d'Héliogabale dans The Cambridge Ancient History sont plus neutres dans la révision de 2005 que dans l'édition originale de 1939 : la réforme religieuse « maladroite » d'Héliogabale est toujours critiquée, mais les jugements moraux sur son efféminement et sa sexualité ont disparus.

### À travers les arts et la culture
La présence littéraire et les représentations figurées d'Héliogabale sont rares avant le XIXe siècle, où il est une inspiration majeure pour les Décadents. Héliogabale cesse d'être une simple allusion, il devient souvent un personnage négatif ou un antagoniste. Les anecdotes scandaleuses de l’Histoire Auguste sont très populaires. La seconde moitié du XXe siècle voit particulièrement un essor artistique et littéraire autour d'Héliogabale en tant qu'icône homosexuelle et trans,.

#### Arts visuels

##### Peinture et gravure
Dans le Promptuarium iconum insigniorum (1553) de Guillaume Rouillé, un portrait en médaillon d'Héliogabale illustre la page de sa courte biographie, qu'il partage avec Macrin.
Le peintre britannique Simeon Solomon réalise Héliogabale, grand-prêtre du Soleil (1866).
Son compatriote Lawrence Alma-Tadema peint Les Roses d'Héliogabale (1888), d'après une anecdote du pseudo-Lampride, selon lequel Héliogabale a étouffé des invités sous une pluie de fleurs lors d'un banquet.

Représentations d'Héliogabale
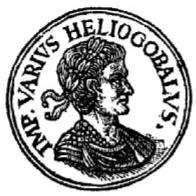
Héliogabale, Promptuarium iconum insigniorum, 1553, BnF.
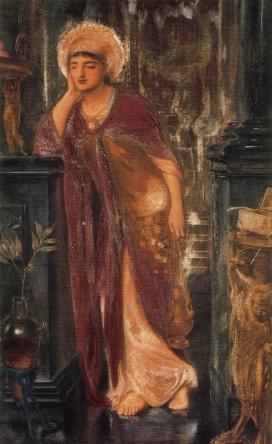
Héliogabale, grand-prêtre du Soleil, Simeon Solomon, 1866, collection privée.
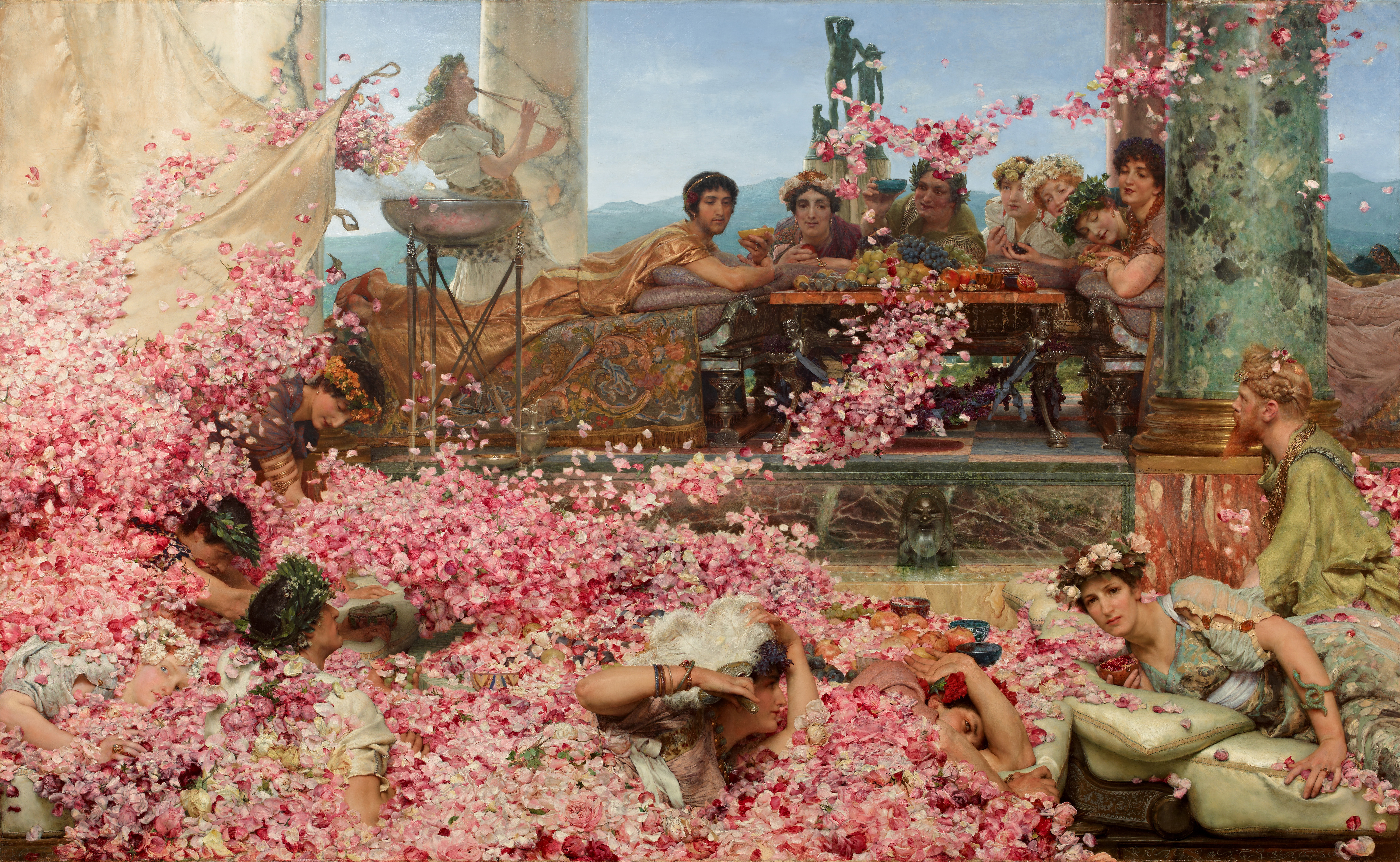
Les Roses d'Héliogabale, Lawrence Alma-Tadema, 1888, collection privée.

##### Sculpture
L'église San Pietro Martire à Murano, une île de la lagune de Venise, possède aujourd'hui trente-deux statues sculptées dans le bois représentant des figures historiques négatives. Héliogabale figure parmi elles, en dessous de vingt panneaux représentant la vie de Jean le Baptiste, insistant sur le message de rédemption qu'annonçait le prophète des Évangiles.

##### Cinéma
Louis Feuillade réalise Héliogabale (1911), dans lequel l'empereur (incarné par Jean Ayme) est un tyran efféminé, envoyant dans la fosse aux lions un serviteur l'ayant égratigné lorsqu'il vernissait ses ongles. Vêtu de splendides habits, lui et ses courtisans vivent dans la luxure. Reprenant des éléments du pseudo-Lampride, Feuillade montre Héliogabale lâchant des fleurs sur les invités d'un banquet qui fuient en voyant des fauves être lâchés dans la salle. Feuillade s'est peut-être inspiré du tableau d'Alma-Tadema pour sa mise en scène.

#### Littérature

##### La Renaissance et l'époque moderne
En 1407 ou 1408, Léonard Bruni publie Oratio Heliogabali ad meretrices, dans lequel il imagine le discours d'Héliogabale aux prostituées, selon une anecdote du pseudo-Lampride. Héliogabale réunit les femmes pour se plaindre qu'il y a trop de chasteté à Rome. Afin d'y remédier, il décrète que le corps des femmes est nationalisé et il les exhorte à servir leur patrie par la prostitution. Bruni critique ici Rome à la Renaissance, qu'il trouve décadente, et la compare à ce qu'elle était sous Héliogabale.

Dans le Colloque appelé Senatulus (1529), Érasme imagine la restauration d'un sénat de femmes, présidé par le personnage de Cornelia. Leurs discussions portent sur les protocoles et la mode. Érasme se moque de la vanité féminine, ainsi que des moralistes s'occupant de sujets triviaux. Lorsque Cornelia dit qu'Héliogabale était le césar le plus illustre, Perotta lui demande ce qu'il avait d'illustre pour finir dans les égouts de Rome. Cornelia défend la réputation d'Héliogabale, a qui on a reproché d'avoir « jeté à terre le feu sacré, qui était gardé par les vestales, et d'avoir [des images représentant] Moïse et le Christ dans son laraire ». Cette dernière affirmation s'accorde mal avec l'intolérance religieuse réputée d'Héliogabale, mais une histoire similaire était répandue au sujet de Sévère Alexandre.

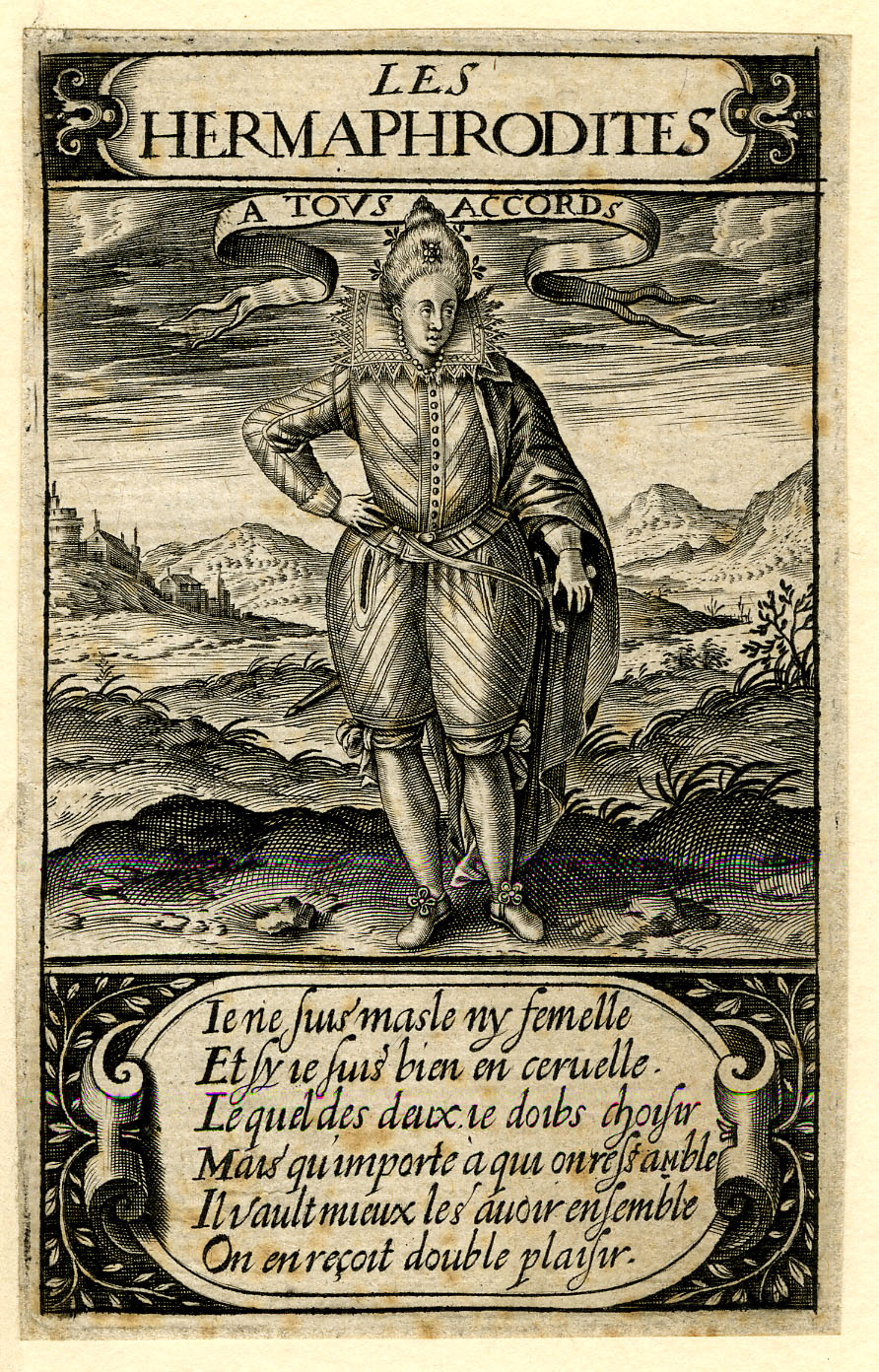
Les Hermaphrodites de Thomas Artus, 1605.

En 1605, Thomas Artus fait paraître L'Isle des hermaphrodites, un pamphlet contre la Cour de France maniérée sous Henri III. Le livre des lois et coutumes du royaume fut écrit par Imperator Varius, Heliogabalus, Hermaphroditicus, Gomorricus, Eunuchus, semper impudicissimus (« [pour] toujours le très-impudique »). Il prend à contrepied les divers sujets comme la guerre ou la religion, soutenant la corruption, l'impiété, l'hédonisme, la recherche de la vaine gloire et du gain. Il est suivi par un poème Contre les hermaphrodites et deux discours critiquant les mœurs de l'île. Héliogabale y est défini comme un « monstre de la nature [qui …] a despoüillé [sic] la mer et la terre, ruiné tous les hommes, et sa nature propre ». Il est le père fondateur d'une société dominée par les excès de la liberté et de la volupté, les airs affectés et l'égoïsme engendré par le libéralisme économique.
Le néerlandais Gysbert Tysens critique l'absolutisme royal dans sa tragédie Bassianus Varius Heliogabalus (1720).

##### Depuis leXIXesiècle
Le roman épistolaire Héliogabale, ou esquisse morale de la dissolution romaine les empereurs (1802), attribué à Pierre-Jean-Baptiste Chaussard, montre un Héliogabale similaire à celui d'Artus et de Tysens. L'auteur cherche à diffuser les idéaux de la Révolution française : Héliogabale est l'archétype du mauvais souverain tandis qu'Alexandre, instruit par Sylvinus, est invité à renoncer à l'absolutisme.
Les années 1830 voient fleurir un intérêt pour le christianisme primitif. Des chrétiens interviennent régulièrement dans la littérature, décrivant leurs persécutions et la conversion de païens. Héliogabale apparaît rarement, probablement car aucune persécution des chrétiens par lui n'est connue. Dans la pièce Héliogabale de Toussaint Cabuchet — première partie de sa Trilogie sur le christianisme (1837) —, l'empereur est confronté à la foi chrétienne sa tante Mamméa, qui est aussi son épouse. Il ne comprend pas le christianisme et refuse d'abandonner son mode de vie hédoniste : « c'est mon dieu qui m'ordonne cela. » Elle songe à le quitter, mais il est prêt à se convertir et abandonner l'empire. Mamméa et son fils Alexianus deviennent ennemis d'Héliogabale après qu'elle a refusé de rester avec lui. Dans The Sun God (1902), Arthur Wescott dépeint Héliogabale comme cruel, pratiquant des sacrifices humains avec des victimes chrétiennes. Bel homme de dix-sept ans, il n'en est pas moins efféminé, débauché et sous le joug de son amant Hiéroclès.
Dans la seconde moitié du xixe siècle, le Décadentisme rejette l'art au service d'une société bourgeoise et proclame le principe de : « l'Art pour l'art ». Les thèmes de la femme fatale, de l'androgynie et de l'homosexualité sont récurrents dans le décadentisme, les auteurs trouvent en Héliogabale un personnage très inspirant. Régulièrement, Héliogabale est celui qui réussit à accomplir l'inaccomplissable, à triompher de la nature, de la loi et de la réalité, qu'il rejette pour ses fantasmes, ce qui ne l'empêche pas d'être décrit comme un personnage mauvais. Marie-France David-de Palacio remarque une récurrence de l'« incurable ennui » d'Héliogabale, caractérisé par « la soif de reconnaissance et la satisfaction d'un narcissisme illimité », ce qui s'accorde bien avec l'idée de dégénérescence, populaire dans cette fin de siècle. Théophile Gautier mentionne l'empereur dans Mademoiselle de Maupin (1835) : loin d'être un emblème du vice, c'est un personnage splendide pour ses excès. Dans la première version de L'Éducation sentimentale (1845), le protagoniste Henry aspire à la sensualité romaine telle qu'elle existait sous Héliogabale et Néron. Dans À rebours de Joris-Karl Huysmans (1884), le dandy Jean des Esseintes se délecte de la débauche et du luxe d'Héliogabale, qu'il oppose à l'abstinence et la sobriété de Tertullien, auteur chrétien contemporain.
L'Agonie (1888) de Jean Lombard, a énormément influencé les Décadents, malgré le succès très modeste du roman, qui puise notamment dans l'Histoire auguste. Lombard a clairement fait savoir son rejet du Décadentisme du Symbolisme, mais il reprend les thèmes de l'androgynie, de l'incertitude du sexe et de l'artificialité. Héliogabale n'est pas le personnage principal, mais il apparaît comme l'icône de la splendeur et de la décadence orientale, rejetées par Rome et l'Occident. Il est la raison de l'atmosphère licencieuse de Rome : le culte à Élagabal doit permettre aux fidèle d'aboutir à l'androgynie, raison pour laquelle l'empereur organise et participe à des orgies bisexuelles. La pierre noire d'Emèse, de forme phallique dans le roman, symbolise la « Vie unisexuelle [qui] engendrait et enfantait d'elle-même ». La chute d'Héliogabale clôt le livre, durant lequel Lombard évoque plusieurs fois Babylone, symbole de corruption et de décadence, et l'Apocalypse. Mais M.-F. David-de Palacio note que, pour Lombard, cette agonie et cette mort porte les germes d'une renaissance du monde romain, ce qui le différencie des auteurs décadents.
Louis Didier (La Destinée, 1900) dit par son protagoniste Maurice qu'Héliogabale était incompris par ses pairs et qu'il est l'artiste « le plus grand de son temps et de bien d'autres sans doute ». Dans le cycle poétique Algabal (1892), Stefan George présente un jeune empereur comme créateur d'un jardin sous-marin artificiel, ressemblant à Linderhof et Neuschwanstein, châteaux du roi Louis II de Bavière (1845-1886), notoirement homosexuel, qui se construisit aussi des mondes idéaux. Algabal n'aime pas les femmes, montrées comme prédatrices, mais il couche avec l'une d'elles dans un acte de dévotion envers son dieu, Zeus, afin d'atteindre l'androgynie. En 1876, Jean Richepin raconte la mort d'un jeune homme travesti invoquant que « n'ayant pu vivre comme Héliogabale, j'ai au moins voulu mourir comme lui, dans des latrines ». M. Icks pense que l'empereur put être une source d'inspiration pour les hommes homosexuels ou ayant une ambiguïté de genre.
Louis Jourdan (La Dernière Nuit d'Héliogabale, 1889) oppose le caractère de Rome au caractère syrien d'Héliogabale, dont la cruauté n'est pas dénuée d'un idéal esthétique. L'incarnation en Héliogabale de l'Orient déterminé à dominer l'Occident est plus explicite chez d'autres auteurs, comme le dramaturge Auguste Villeroy (Héliogabale, 1902). Son Héliogabale, frustré de n'être aimé de personne, déclare l'idéal de l'androgynie.
Louis Couperus fut entre autres inspiré par Lombard pour De Berg van licht, roman historique en trois volumes (1905-1906) suivant l'ascension et la chute d'Héliogabale. Talentueux et envoûtant, mais au caractère sensuel et névrosé, conséquence d'une hérédité tarée, il reste profondément oriental et termine broyé par le Destin. Il ne parvient pas à maintenir son androgynie en raison de son attirance exclusive pour les hommes, le maintenant dans un rôle féminin et aboutissant à sa chute.
En 1934, Antonin Artaud livre une biographie où se mêlent philosophie et métaphysique dans l’essai Héliogabale ou l’anarchiste couronné.
Écrite en 1942, mais publiée en 2024 par Gallimard, la pièce de théâtre Héliogabale de Jean Genet aborde les thèmes du sacré et de sa désacralisation, de la beauté et de son enlaidissement, l’homosexualité et le travestissement.
Le roman Ravagés de splendeur de Guillaume Lebrun (Christian Bourgois, 2025) utilise la matière historique pour exposer les préoccupations contemporaines relatives à la sexualité et au genre.

#### Musique
Francesco Cavalli et Aurelio Aureli présentent l'opéra Eliogabalo (1667) à Giovanni Carlo et Vincenzo Grimani, propriétaires du théâtre SS. Giovani e Paolo. Eliogabalo est tyrannique, efféminé, luxurieux, peu scrupuleux des lois ou intéressé par ses sujets. Il trouve finalement la rédemption grâce à Alessandro et devient un empereur juste.
La chanson Fille d'ouvrier, composée par Gustave Goublier et écrite par Jules Jouy en 1898, elle oppose la figure de l'empreur supposément décadent "Patrons ! Tas d'Héliogabales" avec la celle des ouvriers.
La tragédie lyrique Héliogabale (1910) d'Émile Sicard et Déodat de Séverac présente un empereur similaire à celui d'A. Wescott, mais inspiré de L'Agonie. Séverac écrit à un ami : « l'intérêt [d'Héliogabale] est le contraste entre le paganisme dégringolant dans la perversité orientale et le christianisme à son aurore ».
En 2007, le saxophoniste et compositeur expérimental John Zorn sort l'album Six Litanies for Heliogabalus.

#### Bande dessinée
Dans Being An Account of the Life and Death of the Emperor Heliogabolus ([sic], 1991-1992), bande dessinée humoristique réalisée en un jour, le britannique Neil Gaiman s'inspire de la vie d'Héliogabale telle que racontée par le pseudo-Lampride. Il apparaît aussi comme un fanatique régnant par la terreur dans Les Dames d’Emèse (2003) et Sous le signe de Ba'al (2004), second et troisième tomes de la série La Dernière Prophétie (2002-2012) de Gilles Chaillet. Ce dernier confirme qu'Héliogabale y est présenté comme l'ennemi du paganisme, aussi intolérant que Constantin le Grand au IVe siècle.
Les Trois Julia (2018-2022), trilogie appartenant à la série Les Reines de sang, aborde le règne d'Héliogabale, qui reste le personnage central, en se concentrant sur les femmes : le premier tome est consacré à Julie Mèse, le second à Julie Soémias et le dernier à Julie Mamée. Luca Blengino, Antonio Sarchione et Gaétan Georges prennent de nombreuses libertés avec la réalité historique.

#### Jeux vidéos
En 2020, Crusader Kings III, jeu vidéo de grande stratégie, liste Héliogabale comme « impératrice » de l'empire romain.